# あおいれな
あおい れな（1996年3月19日 - ）は、日本のAV監督。元AV女優、歌手。AV女優としてはMine'S所属だった。監督としても同所と業務提携している。

## 略歴
2015年7月25日 kawaii からデビュー、ファンスタープロモーション所属。当時の芸名は「れな」。“素人娘”として詳細なプロフィールを伏せデビューした。
2015年11月13日、ニコニコ生放送『全力れなちゃん』放送開始。
2017年7月2日、Twitterにて休業を報告。
2017年9月6日、TwitterにてMine'sに移籍して「あおいれな」として復帰を報告。
2017年9月29日、ニコニコ生放送『全力れなちゃん2』放送開始。
2018年1月16日、れなちゃんねる【あおいれな公式】でYouTuberデビュー。歌手としても活動を開始する。
2018年11月1日、浅草ロック座で行われる「秘すれば花 2nd season」にてストリップデビュー。2019年3月21日、「SOD AWARD2019」において最優秀女優賞受賞。
2019年10月11日、初のワンマンライブを開催。2019年12月4日、スカパー!アダルト放送大賞2020にて、女優賞にVENUS推薦でノミネート。
2020年5月、FALENO発売の『椎名そらの女子旅ドライブ移籍VLOGスペシャル♡『女子だけでAV撮っちゃったよん♬』リアル本音ドキュメント!!!』で初監督を務める（れなちゃん名義）。
2020年11月27日、クラブチッタ川崎で行われた「LADY MADONNA-拡大版-I saw her standing there～その時ハートは盗まれた～」で歌手として久々となる客前でのライブステージを行った。
2021年7月18日、渋谷ロフトヘヴンでのイベントにて、年内いっぱいでのAV女優引退を発表。引退後はAV監督として活動。自身の引退作でも監督を務めた。初めて監督として活動したのは上記の通り2020年だが「あおいれな」名義での監督作品はこれが初であった。
2023年時点ではAV初心者へのおすすめ監督作品として『潮吹きレズ露出 指ズボ快楽でセルフ潮をまき散らす金髪と黒髪のイチャビチャ絶頂デート』（同年2月、SUN発売、主演：浜崎真緒、佐野なつ）を挙げている。

## 人物
趣味はアイドル鑑賞、ショッピング。ドM体質であることを公言しているが、レズのタチ役、痴女などS側の役を演じることも数多い。
2019年4月から2020年1月までアイドル性を排除し、エロに特化した女優像の別名義「くろいれな」としても活動を行う。くろいれなとしての生年月日は1996年9月6日。この間にはあおいれなとくろいれなの共演作も製作されている。
デビューのきっかけは「葵つかささんに会いたかった」からで、当初は「セックスでお金のもらえる遊び」という程度のかなり軽い感覚だった。葵に会う願いは後に葵の作品にエキストラ出演するという形で叶った。2、3年目くらいから徐々にではあるが人気女優の一翼を担い始めるようになると、意識が変化し、AV女優として求められるものが自然と大きくなり、仕事という意識に切り替える事が出来るようになり、人気女優の一人ともなった。

## 作品

### アダルトビデオ

#### 出演作
- ほろ酔い美少女デートファイルNo.1 お嬢様大学在学中 20歳 れな（2015年7月25日、kawaii、kawaii、単体）
- 本デリ生ハメ素人娘Vol.2 ゴム無しOK店とは知らずに面接に来たSランク美少女の風俗初体験 れな（2015年8月25日、kawaii、kawaii、単体）
- 働く美少女ダマし撮りナンパ 人材派遣会社の受付嬢をナンパして SEX動画をネタにAV出演を承諾させたので訴えられる前に発売しときます。 れな（2015年9月25日、あまちゃん、kawaii、単体）
- ヤリサー新歓コンパ ～彼氏がいる真面目な新入生を酔わせてみんなで中出ししちゃいました～（2015年10月25日、あまちゃん、kawaii）
- 寝取らせ10（2015年11月20日、不貞女情、プレステージ、単体）
- 街行くセレブ人妻をナンパしてAV自宅撮影!旦那のいない家でヤる背徳感まみれの中出し性交!! 人妻6人 in 目黒・渋谷・世田谷 vol.7（2015年12月1日、アフターサービス、プレステージ）
- ド田舎の川辺で無垢な女の子に悪戯してそのまま近くの温泉で乱交しちゃいました。4（2015年12月4日、First Star、First Star）
- レイプされてるのに100回ピストンすると快楽堕ちしちゃう女子校生（2015年12月10日、SENZ、SODクリエイト）
- 美しすぎる貧乳を持つ正統派黒髪ロリ女優あおいれなの自宅で露出するアブノーマルな性癖に密着してみた件。（2015年12月19日、キチックス・プラス、キチックス/妄想族、単体）
- 炉利の湯 巷で有名なロリカワ揃いの名門女子テニス部がはっちゃけ温泉大乱交（2015年12月19日、キチックス/妄想族、キチックス/妄想族）
- 接客中に顔を紅潮させながら感じまくるバイト娘12～回転寿司、鰻屋、日焼けサロン、メイドカフェ～（2015年12月24日、NATURAL HIGH、ナチュラルハイ）
- 制服が似合いすぎる美少女のご奉仕を味わいながら、精を出し尽くすまで突きまくったお泊りセックス（2015年12月25日、オーロラプロジェクト・アネックス、オーロラプロジェクト・アネックス、単体）

- 女子校生の乳首健康診断 2（2017年1月6日、JKS、OFFICE K’S）
- 見下し騎乗位（2017年1月6日、mow、OFFICE K’S）
- マジックミラー号 高学歴女子大生が超絶デカチ○ポに赤面フェラ！最後はやさしすぎてキツキツおマ○コに巨根丸ごと挿入！in目白（2017年1月6日、ミラー号、SODクリエイト）
- ヤンキーのあの子はドMレズ（2017年1月6日、DiVA’s 、虎堂）
- 超絶倫童貞少年！もうヤメて！と逃げる義姉を追いかけハメまくる！4 突然出来た義理のお姉ちゃんは超ヤリマン！いつも超無防備だからパンチラ胸チラしまくりでボクは毎日勃起しまくり！ボクの勃起をからかうお姉ちゃんもいつしか勃起にムラムラして発情！我慢できなくな…（2017年1月7日、Hunter（HHHグループ）、Hunter）
- 可愛くて優等生の女子校生たちから中出しSEXをせがまれて困っている僕。3（2017年1月13日、BAZOOKA（バズーカ）、ケイ・エム・プロデュース）
- 逆ナンパ あおいれな in仙台（2017年1月13日、million（ミリオン）、ケイ・エム・プロデュース、単体）
- マニアック撮影会 着せ換えベロ舐めレズビアン！！（2017年1月13日、U＆K、U＆K）
- 『あおいれな』の無限強制射精 クンニ家畜と異常勃起男 （2017年1月19日、AMEDIA/妄想族、AMEDIA/妄想族、単体）
- SODファン大感謝祭 幸せを掴めない素人男性救済バスツアー 超ド級の快楽に耐えてSEXを勝ち取れ! （2017年1月19日、SODクリエイト、SODクリエイト）
- 厳選ドロザーメン13連発 特大ボリューム4時間 美女13人とイチャハメして白濁とした精子を顔面にぶちまけます！（2017年1月19日、AKNR、アキノリ）
- 夫とのゴム付きSEXでも隣の部屋まで喘ぎ声が聞こえる兄嫁に無理やり生ハメしたらイキまくって失神したのでそのまま中出し（2017年1月19日、---、ナチュラルハイ）
- 咥えて3分以内に発射 2 ～早漏ではない、フェラが上手すぎるだけ～（2017年1月20日、SEX Agent、SEX Agent）
- バレたらヤバイ状況で密着しながら挑発してくる女たち 3（2017年1月20日、mow、OFFICE K’S）
- ぶぱぐぼぉっぷばぐっぼぉんっぶじゅるんっフェラ音4～下品すぎるバキューム音、はしたないヨダレ～（2017年1月20日、SEX Agent、SEX Agent）
- 全国家出少女白書 横須賀からやってきた神待ち少女 れな （2017年1月31日、Worlds end、JUMP、単体）
- 犯され壊されたちっぱい娘 れな あおいれな（2017年2月1日、プラネットプラス、アンビバレンツ、単体）
- SOD女子社員7名のおっぱいもま○こも好き放題ひとりじめ！男は1人だけだから全員が1本ち○ぽにまっしぐら！モテラブ独占ハーレム王様ゲーム（2017年2月2日、SOD女子社員、SODクリエイト）
- 学校サボって1日10人のオヤジと中出しSEXしまくるイクイク援交娘。（2017年2月7日、本中、本中、単体）
- ノド奥大量発射逆流イラマチオ痴漢（2017年2月7日、アパッチ（HHHグループ）、アパッチ）
- 超名門セックス部合宿まるごと全員に種くばり（2017年2月7日、ズッコン/バッコン、ズッコン/バッコン）
- ハロウィンで賑わう渋谷で美少女2人組をGET！！賞金50万円レズビアンミッションをお願いしたら、お酒とコスった勢いで普段は真面目な優等生同士がハメを外して人生初のはっちゃけ親友レズプレイ（2017年2月7日、ナンパJAPAN、ナンパJAPAN）
- 大胆なパンチラ誘惑に、気づいたらハメてしまった僕（2017年2月10日、BAZOOKA（バズーカ）、ケイ・エム・プロデュース）
- 【乱交スマホ動画】大好きな彼女はヤリサーの姫だった！（2017年2月16日、SENZ、SODクリエイト）
- マジックミラー号 「実は膣内でイケないんです…」心優しい現役ナースさんがマ○コで射精することの出来ない男性を真正中出しでお悩み解決！！（2017年2月16日、ミラー号、SODクリエイト）
- 淫語かたりかけ自画撮りぐちゅぐちゅ連続絶頂指オナニー2（2017年2月16日、---、アイエナジー）
- アナル舐め×金玉舐め×手コキ男犯 顔射・男の潮吹き・アナル舐め・亀頭・睾丸責め（2017年2月25日、美女神 Premium、MEGAMI）
- ロリ専科 ツインテールの似合う黒髪スレンダーいいなり貧乳娘（2017年3月1日、ロリ専科、グレイズ、単体）
- まさかの乳首テロ勃発！ 彼女の親友にひたすら乳首責めされちゃった俺（2017年3月2日、AKNR、アキノリ）
- 貧乳だからブラしなくても大丈夫だと思っていたら超絶敏感乳首が胸ポチしちゃった女子（2017年3月2日、AKNR、アキノリ）
- ナンパJAPAN検証企画「絆を深める最先端のマッサージセラピーに挑戦しませんか？」外回りの男上司と女部下をナンパ！2人きりの密室で強力な電動マッサージ体験！男が勃起する前にOK汁を分泌するオマ●コ！絆が深まり過ぎて密着フュージョンしちゃうの！？（2017年3月7日、ナンパJAPAN、ナンパJAPAN）
- AV女優 裸コレクション 第四弾（2017年3月10日、V＆R PRODUCE、V＆R PRODUCE）
- 新しい娘は女子校生のクセしてオトナも顔負けな超安産型デカ尻！挑発するようなパンチラ姿に義父は理性保てず即ハメ生挿入！母に隠れて張りつくパンツ尻を堪能しながら何度も中出し！ （2017年3月10日、V＆R PRODUCE、V＆R PRODUCE）
- 全裸人妻ハーレム結婚性活 －男のロマン…夢の一夫多妻－（2017年3月10日、BAZOOKA（バズーカ）、ケイ・エム・プロデュース）
- 癒しの中出しJKソープ（2017年3月10日、BAZOOKA（バズーカ）、ケイ・エム・プロデュース）
- 人形あそび （2017年3月13日、イノセント/HERO、イノセント/HERO、単体）
- 監禁オイルマッサージ 鬼イカせ中出しレ×プ（2017年3月13日、WANZ、ワンズファクトリー、単体）
- JKオマ●コおっぴろげコレクション 3（2017年3月17日、JKS、OFFICE K’S）
- 咥えて3分以内に発射3～早漏ではない、生き急ぐ俺を誰も止められないだけ～（2017年3月17日、SEX Agent、SEX Agent）
- 女のオーガズムは男の10倍!完全主観 女目線で自分のカラダがイキまくる!女だらけのいいなりレズ絶頂温泉旅行（2017年3月18日、SODクリエイト、SODクリエイト）
- 接吻レズビアン 義母と娘の淫らな関係 唾液まみれの唇と舌が濃厚に絡み合う（2017年3月18日、HIBINO、ヒビノ）
- 媚薬レズ痴漢 3（2017年3月18日、---、ナチュラルハイ）
- 中出し町内会 都会育ちの妻が田舎でパコられ寝取られました （2017年3月19日、ミセスの素顔、ミセスの素顔/エマニエル、単体）
- 一般男女モニタリングAV 終電を逃した素人大学生限定 男女の友達同士が深夜のネットカフェで一般客にバレないように朝までハメ撮りSEXに挑戦！フル勃起チ○ポを敏感オマ○コに挿入された女子大生はデカ尻を震わせ激イキ連続絶頂！合計58回！（2017年3月19日、---、ディープス）
- 綺麗なお顔でおちんちんを味わう美女たちのぶっこヌキフェラ121連発8時間！！（2017年3月24日、BAZOOKA（バズーカ）、ケイ・エム・プロデュース）
- こたつ内はパンツ見放題という新事実!我慢できずマ○コにイタズラしたら、既に火照ってトロトロになっていた 3 （2017年3月25日、かぐや姫（メロウムーン）、かぐや姫（メロウムーン））
- ところかまわずフェラさせる男 ところかまわずフェラしちゃう女たち 3 20人（2017年3月25日、かぐや姫（メロウムーン） 、かぐや姫（メロウムーン））
- マジックミラー号 3分前まで女子校生だった清純女子たちが卒業式直後に初めてのブルセラ体験！！大人ち○ぽに恥じらうもグチョグチョになったおま○こは侵入を拒めず連続激イキ！！（2017年4月6日、ミラー号、SODクリエイト）
- 姉を犯してしまったところを母親に見られ後戻りができず泥沼中出し親子丼4（2017年4月6日、---、ナチュラルハイ）
- 『ちんちん危機一発ゲーム』で乱交に！2 転校先の学校に男はボク1人！そんな環境なので自然と目に入るパンチラに勃起してたら、女子に目を付けられ『ちんちん危機一発ゲーム』の標的に！！※このゲームは女子が順番にボクのチ○ポを刺激しイカせた人が負け！全部寸止…（2017年4月19日、Hunter（HHHグループ）、Hunter）
- 絶頂微乳スレンダーA（2017年4月19日、MOODYZ ACID、ムーディーズ、単体）
- サエない僕に同情した女子校生の妹に「擦りつけるだけだよ」という約束で素股してもらっていたら互いに気持ち良すぎてマ○コはグッショリ!でヌルッと生挿入!「え!?入ってる?」でもどうにも止まらなくて中出し！2（2017年4月20日、---、アイエナジー）
- 【あおいれな】がハマった初めての‘ヤバい’ペニバン男犯！（2017年4月25日、美女神 Queen、MEGAMI、単体）
- 女子校生トイレこじ開けレイプ（2017年4月28日、TMA、TMA）
- 乳感度を高めるスペンス乳腺マッサージ（2017年5月1日、マッサGoGo！！/妄想族、マッサGoGo！！/妄想族）
- ～学んだ知識と技術が貴方を優れた看護師へと導いてくれる～患者さんの心のケアと性ケアも行う看護学校（2017年5月3日、AKNR、アキノリ）
- 聖水シャワー男犯！10人の美痴女（2017年5月7日、美女神 Premium、MEGAMI）
- ゲス不倫！人妻とハメながら電話させたら、旦那の声を聞いて興奮したのか膣の感度が抜群に上がり、だいしゅきホールドのまま中出ししたった！（2017年5月7日、かぐや姫Pt、かぐや姫Pt/妄想族）
- AV女優 自画撮りオナニー（2017年5月12日、V＆R PRODUCE、V＆R PRODUCE）
- 完全顔出しガチナンパ！恥じらい女子大生のヌルヌルま●こでくちゅくちゅ愛液生素股！メガ勃起した遅漏ち●ぽがぬるっと入ってそのまま中出し！（2017年5月12日、S級素人、S級素人）
- 子作りはご奉仕の一環 妊娠OK美少女メイド（2017年5月13日、WANZ、ワンズファクトリー、単体）
- エントリー主催 ち○ぽスカウト 人気企画『しゃぶりながら』の出演応募でやってきた素人男性を神フェラで審査したら結果56発！ 射精優秀者には‘ごっくん’ご褒美付き！（※素人男性60名参加）（2017年5月18日、エントリー、SODクリエイト）
- パチンコ店中出し痴漢 3（2017年5月18日、---、ナチュラルハイ）
- インテリヤリマン女子たちに教室で喰われまくりの学園生活！！男子生徒の絶対数が少ない学校生活はパラダイス！（2017年5月19日、Hunter（HHHグループ）、Hunter）
- 中出ししても終わらないエンドレスピストン痴漢（2017年5月19日、アパッチ（HHHグループ）、アパッチ）
- 「起きろ…オレ！」寝落ちしたボクだけが知らなかった、結婚間近の彼女と一緒に参加したバイト先の飲み会寝取られ映像。（2017年5月19日、お夜食カンパニー（HHHグループ）、お夜食カンパニー）
- レッド突撃隊20周年記念感謝祭！突撃！素人参加！街角お兄さん！あおいれなの凄ワザをガマンできたら生中出しさせてあげま～す♪タイムリミットは10分間！あなたは耐えられる？…わけないかwww（2017年5月25日、レッド突撃隊DX、レッド、単体）
- 可愛すぎる魔法少女5人とパジャマで中出し性交（2017年5月26日、TMA、TMA）
- 姉中出し近親相姦（2017年5月26日、TMA、TMA）
- 女子校生媚薬拘束潮吹きイカセ（2017年5月26日、REAL（レアルワークス）、ケイ・エム・プロデュース、単体）
- 生中出し若妻ナンパ100人8時間スペシャルBEST（2017年5月26日、S級素人、S級素人）
- 双頭バイブだるまさんが転んだ2（2017年6月1日、ROCKET、ROCKET）
- 入院している可愛い女の子の尿瓶放尿（2017年6月1日、AKNR、アキノリ）
- 無防備パンチラ娘を狙い撃ち！！即ハメ中出しナンパ 8名210分（2017年6月2日、グリグリ、グリグリ）
- 超絶倫童貞少年！突然出来た妹は超ヤリマン！義理の妹ver いつも超無防備無警戒だからパンチラ胸チラ乳首チラしまくりでボクは毎日勃起しまくり！そんな、ボクの勃起をいつもからかう義理の妹もいつしかボクの勃起にムラムラして発情！（2017年6月7日、Hunter（HHHグループ）、Hunter）
- 素人ナンパGET！！ 本気汁スプラッシュ 大噴射潮吹き！！（2017年6月7日、LADY HUNTERS、桃太郎映像出版）
- おしっこが我慢出来ず野ションしてたら、中年オジさんに見つかり脅迫レイプされるロリ娘！犯されている間も、オシッコ漏らすお子様マ●コに大量中出し！！（2017年6月9日、SCOOP（スクープ）、ケイ・エム・プロデュース）
- 【エントリー出演応募者限定】素人男性宅に爆裂ド痴女が突撃訪問! 嵐のようにヌイて去って行った! (※素人男性4名出演) （2017年6月15日、エントリー、SODクリエイト）
- レズのワタシが透明人間♀になった！2 オフィス編（2017年6月15日、ROCKET、ROCKET）
- 無防備肛門まる見え！完全尻漬け交尾集～波立つ尻肉、エグい抜き挿し、ヒクつくアナル、後ろから眺める優越の絶景～（2017年6月16日、SEX Agent、SEX Agent）
- 一般男女モニタリングAV 大手航空会社勤務の憧れのキャビンアテンダントさんと童貞の男子大学生が生ハメ腰振り騎乗位で1発10万円の連続射精筆おろしに挑戦！フライト帰りの黒パンストに包まれたCAオマ○コと暴発してもすぐ勃ち上がる童貞チ○ポは一度の射精では収まらない！（2017年6月19日、---、ディープス）
- 数年ぶりに見た妹2人の体はちょっとだけ大人！？妹2人と川の字近親相姦！田舎に住んでいた妹2人が都会で一人暮らしをしているボクのワンルームに泊まりに来た！数年見ないうちに成長した2人の体が気になってしまう自分が嫌なのですが…（2017年6月19日、Hunter（HHHグループ）、Hunter）
- 修学旅行でクラスメイトを無理矢理泥酔させてみんなで中出ししちゃった痴漢ビデオ（2017年6月19日、アパッチ（HHHグループ）、アパッチ）
- ワキ臭くないですか？ あおいれな 脇の下も性感帯に早変わり！（2017年6月20日、neo（レイディックス）、レイディックス、単体）
- うしじまいい肉プロデュース アイドル原石 宅コスレイヤー あおいれな 2（2017年6月23日、宇宙企画 、ケイ・エム・プロデュース、単体）
- 未成熟なつぼみへ大量射精 女子校生中出しBEST 31人4時間（2017年6月23日、宇宙企画 、ケイ・エム・プロデュース）
- お母さんのお小遣いが足りない青春女子校生が挑戦！パンティが糸引きヌルヌルま●こ汁まみれになっても拘束イキ我慢！鬼イカセで赤面ゆでダルマになったJKま●こにぬぷっと挿入！そのまま生中出し！（2017年6月23日、S級素人、S級素人）
- 男の熱視線を感じながらパンチラしてるOL。手鏡で逆さ撮り盗撮したところエッチな染みができていたので…（2017年6月23日、ジロジロ、プレステージ）
- 親友の嫁に誘惑されて… あおいれな（2017年7月6日、GLORY QUEST、グローリークエスト、単体）
- 真・時間が止まる腕時計パート8（2017年7月6日、ROCKET、ROCKET）
- チ○ポサックピストン痴漢3 中出しSP 理性を失うほどマ○コをかき乱され腰を振りまくる膣内絶頂女（2017年7月6日、---、ナチュラルハイ）
- スーツ姿の女性従業員のフェラごっくんが人気のお店 紳士服のふぇらやま（2017年7月6日、SENZ、SODクリエイト）
- ギリギリまで気付かれないイヤホン女子校生本屋痴漢～大音量で音楽聞いてる女子校生は触られても気付かない！～（2017年7月7日、アパッチ（HHHグループ）、アパッチ）
- 旦那以外のペニスを見るのは久しぶりな若妻にエアー手コキ実演からのセンズリ鑑賞お願いしたらどうなる！？Hモニタリング検証8名200分SP（2017年7月7日、グリグリ、グリグリ）
- 素人娘の全裸図鑑 今時の女の子13名が恥らいながら脱衣していく様子をじっくり撮影した、変態紳士のためのヘアヌードコレクション（2017年7月7日、かぐや姫Pt、かぐや姫Pt/妄想族）
- 野外露出なんて恥ずかしくて嫌だけど、貴方がヤりたいって言うなら… あおいれな （2017年7月8日、---、山と空、単体）
- 或る日の白昼夢 / あおいれな（2017年7月11日、デイドリｰム、思春期フィクション、単体）
- 清純派少女。発見！Aカップの照れやな女の子。わたし、舐めまわされます。（2017年7月13日、MARX（マルクス兄弟）、MARX、単体）
- 日焼けあと残る女子校生の妹たちが夏だからって童貞の僕に子作り中出しSEXをせがんでくる 佳苗るか 霧島さくら あおいれな（2017年7月14日、BAZOOKA（バズーカ）、ケイ・エム・プロデュース）
- 溜まってそうなノーブラ奥さんに媚薬バイブをぶっ挿し固定！！尻突き出しポーズで放置され、マ●コをヒクヒク痙攣させてヨガり狂うド淫乱妻たち（2017年7月14日、ゲッツ！！、プレステージ）
- 完全撮り下ろし 鉄板出演前に撮られた秘蔵SEX 自薦してきた6名は鉄板にふさわしい性豪か（2017年7月19日、TEPPAN、TEPPAN）
- 『ヤリマン妹vs絶倫童貞兄が兄妹喧嘩でまさかのセックスのイカせ合い！？』童貞のボクを常にバカにしてくるヤリマンの妹！いつもの口喧嘩から取っ組み合いになり、妹の胸やお尻が丸見えに！それに勃起したボクを妹がからかって手コキ！あえなく発射してしまいました…。（2017年7月19日、Hunter（HHHグループ）、Hunter）
- 「大人の男性器に興味津々なJK姉妹がしかける誘惑Wパンチラを見たら…どっちにイク？」VOL.1（2017年7月20日、---、DANDY）
- ナチュラルハイ夏スペシャル 再会中出し痴漢2 完全撮り下ろし2枚組8時間 特大号！！（2017年7月20日、---、ナチュラルハイ）
- ち○ぽ洗い屋のお仕事 16 ～未成年女子校生ver.3～（2017年7月20日、SENZ、SODクリエイト）
- 無言接吻2 ～台詞一切ナシ。聞こえてくるのは吐息と唾液、粘着音のみ～（2017年7月20日、抜群、レイディックス）
- 媚薬親子丼2 犯される娘を助けながら自分も発情した母も巻き込み狂乱3P姦（2017年8月1日、---、ナチュラルハイ）
- きみの微乳を頬張りたい（2017年8月4日、---、ドリームチケット）
- 『失敗してもいいからエッチして欲しいんだけど…もちろん何してもいいし…とにかくエッチな事なんでもいいから勉強したいの』去年まで女子校だった学校に入学したら男性比率は5％で超少数！しかも偏差値激高の進学校だから皆頭が良い！！でも勉強ばかりしてきたから…（2017年8月7日、Hunter（HHHグループ）、Hunter）
- ボクの彼女が地元のヤンキーたちにイカサマ王様ゲームでヤラれまくっている映像 ※この映像のカメラマンは脅されたボクです…（2017年8月7日、お夜食カンパニー（HHHグループ）、お夜食カンパニー）
- 部活帰りの女子校生に生中出し（2017年8月11日、BAZOOKA（バズーカ）、ケイ・エム・プロデュース）
- 日焼けた遊び盛りのS級素人をナンパ即ハメ！女子大生SP！！（2017年8月11日、S級素人、S級素人）
- 「夏休みだからいいじゃん！」無防備な姿で過ごす妹のノーブラタンクトップからこぼれる胸チラ・弾けそうなデカ尻ホットパンツに理性崩壊した童貞兄が親に内緒で強制生挿入！筆おろしSEXで必死に激ピストンする兄は早漏過ぎて死ぬほど中出し！（2017年8月11日、V＆R PRODUCE、V＆R PRODUCE）
- ヘンリー塚本 ちょいワルスケベ爺様どものみだらでいやらしい行為（2017年8月13日、FAプロ、FAプロ）
- 清楚系黒髪美少女へ問答無用の中出しスペシャル！4時間BEST（2017年8月25日、宇宙企画 、ケイ・エム・プロデュース）
- 可愛い少女はカチカチチ○コと白い液が大好き エッチな女の子10名収録（2017年8月25日、---、MERCURY（マーキュリー））
- 完全撮りおろし！主観フェラ抜き体験8時間！Vol.3（2017年8月25日、オーロラプロジェクト・EX、オーロラプロジェクト・アネックス）
- ビビアンズが衝撃の卒業発表！？ 業界内外から大集結！！ビビアンズ争奪ファン感謝祭！！～最強のビビアンズ好きレズビアンは誰だ！？～（2017年9月1日、AV OPEN 2017、ビビアン）
- 野ションを目撃されてプリプリお尻を大公開したままハメられた女子校生（2017年9月1日、AV OPEN 2017、アキノリ）
- スーパーガチンコ全裸レズバトル DYNAMITE2017 シリーズ優勝者とレジェンド女優が夢の対決 ～史上最大最強レズ女王決定8人制トーナメント～（2017年9月1日、AV OPEN 2017、ROCKET）
- 孕ませJK工場 100連発 あおいれな 阿部乃みく 笹倉杏 宮崎あや（2017年9月1日、AV OPEN 2017、ケイ・エム・プロデュース）
- ブルマ少女にいたずら性教育12人（2017年9月1日、アンビバレンツ、プラネットプラス）
- コンビニエンスストア 美人万引犯を捕まえろ！ 万引き！捕まえたら何しても良い？店内でやりたい放題ヤッた店員たちの記録（2017年9月1日、AV OPEN 2017、レッド）
- 『危険日だけど生でヤル勇気あるならしてもいいよ！』ちょっとお高くとまった魅惑の小悪魔ヤリマン義妹に危険日中出し！！父親が再婚して進学校に通う可愛いけどどこか小生意気で小悪魔的な頭の良い義理の妹が出来た！！でも頭が良くて清楚な見た目とは裏腹に超が付くほど…（2017年9月7日、Hunter（HHHグループ）、Hunter）
- Face to Face 8th season（2017年9月7日、SILK LABO、SILK LABO）
- デリヘルで呼んだ娘が、敏感すぎて潮吹いて僕の部屋をビショビショにするので怒ったらヤラせてくれたけど、感じまくりまさかの連続イキ！更にハメ潮吹きまくって困った！（2017年9月7日、---、アイエナジー）
- 真剣に結婚を考えている彼女からのラブラブビデオレター撮影後のうっかり録画映像がボクを地獄に叩き落とした！遠距離恋愛しているボクの唯一の楽しみは彼女からのビデオレター。いつものように再生すると、見ているこちらが恥ずかしくなる様な愛の言葉を次々と…（2017年9月7日、お夜食カンパニー（HHHグループ）、お夜食カンパニー）
- 超ヤリマン女子校生と童貞男子校生の合コン筆おろし大乱交！街で声をかけた有名ヤリマン●校のJKたちとガリ勉童貞男子校生が奇跡の初対面！パンチラしまくりのビッチなJKたちに童貞全員フル勃起！一度の射精では萎えない童貞チ○ポを淫乱マ○コがとっかえひっかえハメ放題SEX（2017年9月7日、DEEP’S、ディープス）
- 美脚×競泳水着×パンスト眼鏡 あおいれな（2017年9月8日、e-kiss、クリスタル映像、単体）
- ニーハイソックス穿いた無防備に過ごす女子校生の妹の絶対領域に欲情した兄が媚薬を投入すると強制発情！ニーハイ擦りつけフル勃起したチ○ポを自ら挿入！気持ち良過ぎて膝ガクしながら何度もイキまくる！（2017年9月8日、V＆R PRODUCE、V＆R PRODUCE）
- 現在授業中！先生にバレたら即退学！？ヤリマン女子たちのエロ過ぎ悪ノリチキンレース！！転校先の学校に男はボク1人！ブラチラ＆パンチラが視界に飛び込んでくる最高の学園生活！と思ったら…授業中なのにみんながボクを誘惑！？まさかのクラス女子はヤリマンばかり！（2017年9月19日、Hunter（HHHグループ）、Hunter）
- 素人童貞救済企画！10分間有名女優の挿入の誘いをガマンできたら賞金10万円（2017年9月21日、---、アイエナジー）
- 万引きした女子校生に腰が抜けて立てなくなるほど潮吹き身体検査（2017年9月21日、---、ナチュラルハイ）
- オークに孕むまで輪姦種付け中出しレイプされる美少女たち 3（2017年9月22日、TMA 、TMA）
- 兄は私のオナペット ♯8.れなちゃん あおいれな（2017年9月25日、jump-av、JUMP、単体）
- めっちゃカワ従順メイド中出し 時々オナニー4時間（2017年10月1日、BURST（グレイズ）、グレイズ）
- カメラの前でおしっこする女 4 62人70発！（2017年10月5日、GLORY QUEST、グローリークエスト）
- オシッコ我慢中に無理やり巨根をねじ込まれ激ピス！快感に耐えきれず絶頂お漏らしする足腰ガクブル女子校生（2017年10月5日、---、ナチュラルハイ）
- トリプル痴女 下半身ハーレム3点責め（2017年10月6日、mow、OFFICE K’S）
- 厳格な女子●校における男性教員採用試験 「絶対に勃起をしてはいけない最終試験」 「本当に女子生徒を性の対象と見ていないかの資質を見極めるテストです。」（2017年10月7日、東京スペシャル 、東京スペシャル）
- 「ねぇ、一緒にオナニーしよ？」ぱっくりオマ●コぐちゅズボッ自撮りオナニーS級素人4時間17名収録！！（2017年10月13日、S級素人、S級素人）
- パンチラ模擬店 ～エッチなアトラクションルーム 3（2017年10月13日、AROMA、アロマ企画）
- 突然のキスで面食らって嫌がるどころか痙攣する程、感じまくって爆濡れするドMな幼馴染！！久しぶりに見た幼馴染があまりにも可愛くなっていて…（2017年10月19日、Hunter（HHHグループ）、Hunter）
- 通学路女子校生 拘束固定ピストンバイブ痴漢（2017年10月19日、アパッチ（HHHグループ）、アパッチ）
- 大輪姦学校 5名出演（2017年10月19日、キチックス/妄想族、キチックス/妄想族）
- 誘惑的パンチラコレクション 3（2017年10月25日、AROMA、アロマ企画）
- 交姦日記 ～疼く青春オ○ンコ～（2017年11月1日、FAプロ 竜二、FAプロ）
- 京浜工業都市地帯 愚連隊少年グループたちによるワイセツ動画3 襲われた深夜のコンビニエンスストアー（2017年11月7日、東京スペシャル 、東京スペシャル）
- ひとりでハシゴ酒している訳あり素人と中出しSEX（2017年11月10日、S級素人、S級素人）
- 「俺ん家こない？」相席居酒屋でお持ち帰りできるかガチ検証！2（2017年11月10日、盗撮（ブリット）、ブリット）
- 有名コスプレイヤー月に一度の危険日中出しオフ会8時間（2017年11月13日、WANZ、ワンズファクトリー）
- マジックミラー号 胸元から覗くキレイな鎖骨！‘おとな可愛い’オフショル女子の敏感美乳をこねくり回すオイルたっぷりリンパマッサージ！火照ったカラダで超高感度なおマ○コがビン勃ちチ○ポでイキまくる！10人6本番！in池袋（2017年11月16日、ミラー号、SODクリエイト）
- 生中出し若妻ナンパ！8時間超豪華コンプリートスペシャル！（2017年11月24日、S級素人、S級素人）
- 超豪華22人の美少女PREMIUM BEST2枚組8時間（2017年11月24日、TMA 、TMA）
- 小遣い欲しさでブルセラショップにやってきた女子校生に本番強要 「金が欲しけりゃヤラせろよ！！」（2017年11月25日、jump-av、JUMP EMERALD/妄想族）
- 密室で乳首をいじられ失禁イキしながら発情する女子校生 ～ネットカフェ、公衆トイレ、駐輪場、スーパー～（2017年12月7日、---、ナチュラルハイ）
- 同窓会で学生時代にオカズにしまくっていた同級生と再会し、まさかの子作り中出しSEX！（2017年12月8日、BAZOOKA（バズーカ）、ケイ・エム・プロデュース）
- 12痴漢連盟4（2017年12月19日、アパッチ（HHHグループ）、アパッチ）
- 寝小便ダイハード あおいれな おねしょ姿を見られた私（2017年12月20日、neo（レイディックス）、レイディックス、単体）
- 激オコぷんぷん！罵り唾吐きツンデレ少女 M男妄想 主観映像（2017年12月20日、neo（レイディックス）、レイディックス）
- 家族と住む素人男子限定 あべみかこ、素人実家にひっそり訪問。（2017年12月21日、エントリー、SODクリエイト）
- 女子●生の超敏感な乳首をイジくりまくり感度MAXで激イキSEX！（2017年12月22日、BAZOOKA（バズーカ）、ケイ・エム・プロデュース）
- パンチラ好きのあなたがフルボッキでシコシコ出来る！美少女達のパンモロ挑発＆センズリサポート 20人240分（2017年12月22日、おかず。、ケイ・エム・プロデュース）
- 右も左も美女ばかりモテモテハーレム性活 2枚組8時間（2017年12月22日、TMA 、TMA）

- 女性器大図鑑100人specialDX 8時間 3（2018年1月1日、BURST（グレイズ）、グレイズ）
- ところかまわずフェラさせる男＆ところかまわずフェラしちゃう女たち大長編 新年早々フェラする素人娘特大52人（2018年1月7日、かぐや姫Pt、かぐや姫Pt/妄想族）
- 女子○生 エンドレス潮吹き中出し痴漢（2018年1月7日、アパッチ（HHHグループ）、アパッチ）
- 突然、どろっどろ精子が降り注がれる日常 学園生活で「常にぶっかけ」女子○生（2018年1月11日、SENZ、SODクリエイト）
- 公式ムック本「マジックミラー号20周年 永久保存版！」特別企画！！ 新企画コンペ「俺ならこう撮る！」読者アンケートで最も投票数の多かった上位3タイトルを新人監督が撮影しちゃいました！（2018年1月11日、SODクリエイト、SODクリエイト）
- 近所に住むノーブラタンクトップ姿の無防備に胸チラさせるつるぺた貧乳娘に媚薬を飲ませると敏感なカラダに！超絶感じやすい乳首を触りながら激ピストン！効果抜群過ぎて何度も仰け反り痙攣イキ！（2018年1月12日、V＆R PRODUCE、V＆R PRODUCE）
- AV女優 ディルドオナニーコレクション（2018年1月12日、V＆R PRODUCE、V＆R PRODUCE）
- 近所に住むノーブラタンクトップ姿の無防備に胸チラさせるつるぺた貧乳娘に媚薬を飲ませると敏感なカラダに！超絶感じやすい乳首を触りながら激ピストン！効果抜群過ぎて何度も仰け反り痙攣イキ！（2018年1月12日、V＆R PRODUCE、V＆R PRODUCE）
- 期せずして美女と同じ空間で一夜を過ごすことに！初めは理性で抑えていたものの無防備な美女の寝姿に我慢できないオスの本能で気づいたら生ハメ夜這いを敢行していた！！（2018年1月12日、SCOOP（スクープ）、ケイ・エム・プロデュース）
- 修学旅行で女子のお風呂を覗いたら…憧れのあの子のおっぱい陰毛丸見え！生ま●こもチラ見え！！バレそうになって失神したフリをしたら、心配した女子たちが恥ずかしそうに人工呼吸！！赤面発情した女子達ととっかえひっかえ生中出しSEX！！（2018年1月12日、Onafes（オナフェス）2018、ケイ・エム・プロデュース）
- プリ尻ホットパンツ×気持ちよすぎる腿コキ（2018年1月13日、AROMA、アロマ企画）
- SEXの逸材。ドスケベ素人の衝撃的試し撮り 性癖をこじらせてプレステージに自らやって来た本物素人さん達の顛末。 VOL.09（2018年1月19日、amateur、プレステージ）
- 中出しストーカー痴漢2 ～何日も監視された男に犯され精神崩壊する女～（2018年1月25日、---、ナチュラルハイ）
- ナンパTV×PRESTIGE PREMIUM 13 大漁！！獲れたて激エロ美女8名を踊り食い！！（2018年1月26日、ナンパTV、プレステージ）
- あの日からずっと…。 緊縛調教中出しされる制服美少女 あおいれな（2018年2月1日、無垢、無垢、単体）
- 美谷朱里レズ解禁！ レズの快感に目覚めた美谷朱里。濃厚接吻、唾液交換、アナル舐め濃厚レズプレイフルコース！（2018年2月1日、ビビアン、ビビアン）
- 接吻のち、孕ませ。 あおいれな（2018年2月2日、---、ドリームチケット、単体）
- 父親が再婚した相手はボクの元セフレしかも元ヤリマン！！超がつくほどのド淫乱な女で父親とのSEXに満足していないらしくボクにSEXを求めて来ては中出しを何度もお願いしてきた！！とっても複雑な気持ちです。（2018年2月7日、HHHグループ 、お夜食カンパニー）
- 【密室】内見中に不動産屋のお姉さんとやっちゃったSEX映像（2018年2月8日、AKNR、アキノリ）
- 湯冷めして硬くなった乳首を痴漢師にいじられ続けS字反りイキする敏感美乳女（2018年2月8日、---、ナチュラルハイ）
- 混合痴漢2 中出しSP（2018年2月8日、---、ナチュラルハイ）
- 貧乳おっぱいがおじさんち○ぽを勃起させてしまったの！？「ノーブラ乳首チラ見え」で叔父を発情させてしまった姪っ子たち！！2（2018年2月8日、---、アイエナジー）
- 私立パコパコ女子大学 女子大生とトラックテントで即ハメ旅 05 T大学商学部3年メガネっ娘はアヘ顔痙攣絶頂体質 S学院大学文学部3年潮吹きまくりのG乳敏感JD K大学文学部2年経験人数2人の色白パイパン娘 K大学経済学部2年【絶頂回数計測不能】緊縛JD（2018年2月9日、よろず本舗、プレステージ）
- ふっくらしたお尻とぷっくりま○こに食い込み匂い立つパンティ 2（2018年2月13日、MORE DEEP、アロマ企画）
- 女子生徒のパンチラは白綿ぱんつパラダイス（2018年2月13日、妄想チラリズム、アロマ企画）
- 「いつでもヤラせてあげるよ」義姉2人が弟の童貞を奪い合い？ボクに出来た新しい義姉は2人ともめちゃめちゃ可愛くてスタイル抜群！上の姉は清楚で頭が良くとても優しく、下の姉は口は悪いですが、常にエロい格好のとても優しいヤリマンです。ある時ボクが童貞だとわかると…（2018年2月19日、Hunter（HHHグループ）、Hunter）
- えっちな女子○生の淫語かたりかけぐちゅぐちゅ連続絶頂ブルマオナニー（2018年2月22日、---、アイエナジー）
- 未知の快感に何度もエビ反りイキさせられて恥じらいSEX！ 学校帰りのうぶな女子○生に新作のオモチャのモニターになって下さいと声をかけ初めての大人のオモチャ体験（2018年2月22日、---、アイエナジー）
- オークに孕むまで輪姦種付け中出しレイプされる美少女たちBEST 2枚組7時間（2018年2月23日、TMA、TMA）
- 巫女物語 あおいれな・あべみかこ・栄川乃亜・永井みひな（2018年2月23日、TMA、TMA）
- 素人女性30人プライベート投稿流出映像4時間BEST（2018年2月23日、S級素人、S級素人）
- 欲情した姉が弟を誘惑する近親相姦映像集 2枚組8時間（2018年2月23日、TMA、TMA）
- 押し込み鬼畜レイプ犯罪映像集 2枚組8時間（2018年2月23日、TMA、TMA）
- 星奈あい レズ解禁 よだれとマン汁を絡ませ合うベロキス密着遊戯 あおいれな 星奈あい（2018年3月7日、乱丸 、乱丸）
- どこでもおしっこ！素人娘の大放尿37人 スロー再生でじっくり鑑賞できるマニア向け映像（2018年3月7日、かぐや姫Pt、かぐや姫Pt/妄想族）
- 東京銀座BARオーナー盗撮動画 知らずに入店したら姦られる… 昏睡BAR4 モデル・タレント級美女ばかりを狙ったバーテンダーのカクテルには睡眠薬が混入されていた！（2018年3月7日、東京スペシャル 、東京スペシャル）
- ふくらみかけの妹が超ドストライク！即フル勃起！！妹が久しぶりにボクとお風呂に入りたがるから、ヤレヤレと思いつつも妹とお風呂に入ったら少し胸がふくらんでいてビックリ！しかも、ボク好みの大きさで当然、超ドストライク！妹の体を流していたら情けない話、妹の顔も…（2018年3月7日、Hunter（HHHグループ）、Hunter）
- 「私…お兄ちゃんの子供妊娠する！」妹が突然訪ねた大好きな兄の家にはまさかの婚約者が…。絶対に取られまいと馬乗り生挿入！ガッチリホールドで強制的に何度も何度も膣内射精させられる！ 3（2018年3月9日、V＆R PRODUCE、V＆R PRODUCE）
- センズリのお手伝いして下さい！ 可愛い女の子に握らせて射精するまでシコらせch 4（2018年3月10日、羞恥、ブリット）
- 本音でぶつかるネイキッドレズビアン ～2人が1日で愛し合う為のプロセス～ Vol.2（2018年3月19日、レズれ！ドキュメント、レズれ！）
- 女体観察ＢＧＭや男性の声が一切入っていないヘアヌード映像集（2018年3月20日、レイディックス、抜群）
- 最強属性20（2018年3月30日、プレステージ、最強属性）
- やめて、どうして...義父に汚されたカラダで義兄と恋した純愛女子校生（2018年4月6月、h.m.p DORAMA、ベストヒッツ）
- 女子会同窓会レズビアンＮＴＲ 大好きな今カノの目の前で最低元同級生女友達に寝取られた一部始終。（2018年4月7日、ムーディーズ、MOODYZ ACID）
- おま○こ・アナル見せつけ挑発（2018年4月13日、アロマ企画、AROMA）
- 逆ナンパ あおいれなin仙台（20218年4月20日、ケイ･エム･プロデュース、millon）
- 強●的じゃないけどセルフイラマチオ06～奥へ行くほど粘りまくる唾液が絡まる濃厚ストロークにただ身を任せる～（20218年4月20日、SEX Agent/妄想族、SEX Agent）
- ヤリマンビッチ平然女学園３（2018年4月26日、ROCKET、ROCKET）
- SODファン大感謝祭！賞金目指して素人男性のチ○コをヌイてヌキまくれ！総発射31発！男も女も裸でぬるぬる密着ローション相撲（2018年4月26日、SODクリエイト、エントリー）
- 女子●生尾行押し込みレ●プ（2018年４月27日、青空ソフト、青空ソフト）
- 夫の前では貞淑な君も、僕の前ではいいなり生姦ペット（2018年5月6日、ANNEX(無言)/妄想族、激安アウトレット）
- パンティの質感・匂いも味わえる！スカートの中 超接近＆超接写挑発（2018年5月13日、アロマ企画、AROMA）
- ぶっちゃけ一番気持ちいい。ぷにマン密着手コキ～にゅるにゅるんのマン肉スライドに絶妙手圧、ここがチ●ポの楽園ですか？～（2018年5月18日、SEX Agent/妄想族、SEX Agent）
- 大胆なパンチラ誘惑に、気づいたらハメてしまった僕（2018年5月18日、ケイ･エム･プロデュース、BAZOOKA）
- レナとののの挑発チラリズム...いとこ姉妹が小悪魔すぎて困るんです...（2018年6月6日、アロマ企画、ベストヒッツ）
- 孕ませホールド（2018年6月6日、ANNEX(無言)/妄想族、激安アウトレット）
- 114発400ｍｌの精子を全てまとめてごっくん（2018年6月6日、ムーディーズ、ベストヒッツ）
- 竹田ゆめレズ解禁 あおいれなと行く一泊二日百合(ゆる～り)旅 鎌倉編「初めてエッチっていいな...と思いました。」（2018年6月21日、SODクリエイト、SODstar）
- 美女厳選SUPERシリーズ 受験コンサルタントの闇ここまで綺麗なお受験ママだったら裏口入学を無償で斡旋してやってもいいレベルではある。但し条件はあるけどね...裏取引しちゃいます？４（2018年6月25日、レッド、卍GROUP）
- 女塾講師レズビアン 生徒の人気とプライドを賭けたシナリオレズバトル！！（2018年7月7日、ビビアン、ビビアン）
- 体操部に入部したら部員がなんと僕1人！！なのに何故かマネージャーは4人いて僕の世話を何からナニまでしてくれる（2018年7月13日、ケイ･エム･プロデュース、BAZOOKA)
- フェラだけのはずだったのになんと生中出しSEXまでさせてくれた制服美少女の超神対応￥交（2018年7月13日、ケイ･エム･プロデュース、BAZOOKA)
- レずれ！5周年記念 勉強仕事に疲れてウトウトしているととっても身近で信頼していたアノ女（ひと）が突然Hな悪戯！嫌がるどころかストップされたくないほど気持ちよくなったワタシはそのまま寝たフリがまんしてると笑顔の真性レズは股間まで手を突っ込んでくるんです・・・（2018年7月19日、レずれ！、レずれ！プレイ）
- 可愛くて優等生の女子校生たちから中出しSEXをせがまれて困っている僕。3（2018年7月20日、ケイ･エム･プロデュース、BAZOOKA)
- 癒やしの中出しJKソープ（2018年7月20日、ケイ･エム･プロデュース、BAZOOKA)
- 危険日直撃！！子作りできるソープランド11（2018年7月26日、Mt.michru）
- えろキャン△（2018年、TMA、Expotion）
- 完全ノーカット真性中出し（2018年、8月6日、ムーディーズ、ベストヒッツ）
- 4人でルームシェアする痴女っ娘たちの自宅中出し合コン（2018年8月10日、ケイ･エム･プロデュース、BAZOOKA）
- びしょぬれ女子●生雨宿り強●わいせつ２（2018年8月24日、TMA、TMA）
- 女子校生媚薬拘束潮吹きイカせ（2018年8月25日、ケイ･エム･プロデュース、REAL）
- 濡れてテカってピッタリ密着 神スク水あおいれな美少女から人妻まで可愛い女子のスクール水着をじっと堪能！（2018年9月6日、親父の個撮、神スク水）
- レズビアン覚醒した女～若い苺を摘みたくて～（2018年9月7日、ビビアン、ビビアン）
- 乳首が感ずる女たち（2018年9月7日、OFFICE K'S、OFFICE K'S）
- 睨まれ強●フェラ（2018年9月7日、OFFICE K'S、OFFICE K'S）
- 部活帰りの娘がブルマ履いたまま制服で帰宅！パッツパツのデカ尻濃紺ブルマに発情した父が媚薬を飲ませると発汗してムレムレに！思わずチ○ポ挿入すると効果抜群過ぎて何度も仰け反り絶頂！５（2018年9月14日、V&R PRODUCE、V&R PRODUCE）
- 常に貴方に語りかけAV 完全主観 看護師･先輩OL･野球部マネージャーの３シチュエーションでおくるイチャラブＳＥＸ（2019年9月20日、アキノリ、AKNR）
- SOD性教育ビデオ「毎回、本物中出し出来るわけじゃないでしょ？」正しいSEXの避妊方法（2018年9月20日、SODクリエイト、エントリー）
- 乳首いじりが日常生活に溶け込んだ世界でいじられていることには気付かないまま乳首を固く勃起させ乳首イキすらしてしまう恥ずかしい女子●生の日常的敏感乳首生活（2019年9月21日、OFFICE K'S、甘い苺）
- バレたらヤバイ！！チ○ポを弄ぶ、変態すぎる痴女たち（2019年9月21日、OFFICE K'S、mow）
- 絶対にパンツを脱がさないチ●ポ責め（2019年9月21日、OFFICE K'S、mow）
- 聖美少女アマゾネス拷問～美麗最強女戦士惨すぎる処刑～Episode-1：崩れ去る伝説と暴かれた女体の秘密（2018年10月7日、BabyEntertainment、RED BABE）
- こりこりと乳首いぢりで墜ちた妻(2018年10月7日、JET映像、卍GROUP）
- 一番恥ずかしい穴！じっくりアナルガン見（2018年10月11日、アキノリ、ＡＫＮＲ）
- 中出しを止めるな！(2018年11月22日、SODクリエイト、エントリー) - 他出演者：桃菜あこ。監督:タイガー小堺

- 新少子化対策法可決！初対面でいきなり恋に落ち即子孫造り！働くキャリアウーマンで目がね地味子な恥ずかしがり屋のれなちゃんと恥じらい初SEX あおいれな Vol.002(2019年10月18日、ケイ･エム･プロデュース、宇宙企画)
- ミセスの素顔ベストコレクション人妻10人の中出しNTRドラマ（2019年11月6日、ミセスの素顔ベストコレクション、ミセスの素顔/エマニエル）
- プリ尻ホットパンツ×気持ちよすぎる腿コキ（2019年11月6日、アロマ企画、ベストヒッツ）
- 星奈あいレズ解禁 よだれとマン汁を絡ませ合うベロキス密着遊戯（2019年11月6日、乱丸、ベストヒッツ）
- 隣の部屋で妹が同級生とレズってる！？こっそり覗いてたらバレてしまい痴女○生化した二人に同時にWフェラ/W手コキ/W潮吹きで責められ何度も射精させられた（2019年11月7日、DANDY）
- 隣人の情婦になってしまった妻19～金色(こんじき)のジッポ～（2019年11月7日、JET映像、卍GROUP）
- 黒パンストむちむち美脚挑発SEX（2019年11月13日、セレブの友、セレブの友）
- ほろ酔い×変態×大乱交 ドスケベ女優限定のSEX合コン（2019年11月13日、セレブの友、セレブの友）
- ムッチムチのプニップニのあったかマ○コ（2019年11月22日、ケイ･エム･プロデュース、おかず｡）
- ギンギンのち○ぽをムッチムチの腿まんに挟まれて思いっきりシゴかれながらドピュッ！（2019年11月22日、ケイ･エム･プロデュース、おかず｡）
- 個人撮影会にやってくるファン相手に○秘営で指名と小遣稼ぐNo.1個撮アイドル れなちゃん（2019年11月23日、JUMP、jump-av）
- 黒人解禁！Ｂ.Ｂ.Ｐ.(ビッグ･ブラック･ペニス)デカチン好きの淫乱女優でも悶絶絶頂した子宮に届く黒人デカマラＳＥＸ！生中出し！！（2019年11月25日、セレブの友、セレブの友）
- HIP HIP LEZBIAN(2019年12月1日、Ｕ＆Ｋ、Ｕ＆Ｋ)
- クーデター失敗 人生の大逆転を目論んだ女が罠にはまってさらに墜ちていく･･･（2019年12月7日、ビビアン、ビビアン）
- むちむちデカ尻 神ブルマあおいれな ロリ美少女やぽっちゃり娘にピチピチブルマ＆体操着を着せ、ハミパン、ムレムレワレメを毛穴まで見えるほどの超ドアップ接写！さらに尻コキ、着衣お漏らし放尿やブルマぶっかけ、生中出し等ブルマ好きに送る完全着衣フェチAV（2019年12月12日、親父の個撮、神ブルマ）
- ミニスカートを履いたパンチラ女子校生に媚薬を飲ませると自らニーハイソックスを擦りつけながら淫らにパンツを湿らせ、カニバサミで中出しを求めた！（2019年12月20日、V&R PRODUCE、V&R PRODUCE）
- 美少女中出し島 10周年大感謝祭スペシャル！！超ハイテンション中出し大乱交（2019年12月25日、本中、本中）

- 絶対領域 挑発美少女ハーレム学園３ すべすべな太ももに挟まれ身動きできず何度も射精させられる！（2020年1月1日、ムーディーズ、MOODYZ REAL）
- 可愛い洋服だから脱ぎません着衣のままパンティずらしてチ○ポを挿入！ガーリー女子編（2020年1月6日、アロマ企画、プレイバック）
- こりこりと乳首いぢりで墜ちた妻（2020年1月6日、JET映像、ベストヒッツ）
- パンツ越しの素股＆尻コキ接触部がよく見えるように男子もブリーフ着用！Part.3（2020年1月13日、アロマ企画、AROMA）
- 天真爛漫美女の蕩けるようなご奉仕と痴女お姉さんの母性愛溢れる濃厚愛撫で全身に漲る精を絞り尽くされる 我慢しないでお姉さんに思いっきり甘えさせてごらん♥（2020年1月25日、オーロラプロジェクト･アネックス、オーロラプロジェクト･アネックス）
- 敏感乳首とチ○ポ乳首コキでお互いすぐいっちゃう２人（2020年1月25日、アロマ企画、AROMA）
- 最強属性38 あおいれな（2020年1月31日、プレステージ、最強属性）
- 孕ませ近親相姦 兄に肉便器にされた妹たち 兄妹のゆがんだ愛情にまみれた500分（2020年2月6日、Mr.michiru）
- 濡れてテカってピッタリ密着 神競泳水着あおいれなロリ可愛い女子の競泳水着姿をじっとりと堪能！着替え盗撮から始まり貧乳から巨乳にパイパン、ハミ毛、ジョリワキ等のフェチ接写やローションソーププレイや競泳水着ぶっかけに生中出し等を完全着衣で楽しむAV（2020年2月6日、親父の個撮、神競泳）
- またがりかた改革～貪り合うハードコア･シックスナイン！顔騎イラマで体液をすすり合う～（2020年2月6日、SEX Agent、プレイバック）
- 激熱発狂フィスト人妻レズ侵犯エステ（2020年2月15日、ピーターズ、ピーターズ）
- 修学旅行中に告白しようと思ってた幼馴染がたまたま同じ旅館に泊まってたウェーイwww系ヤリサー集団の目に留まり、性玩具にされてしまった（2020年2月19日、かぐやひめPt、ミコン）
- センズリ用シコシコしながらじっくり見れる女子○生のおま○ことアナル（2020年2月25日、アロマ企画、AROMA）
- 感じすぎていっぱいおもらしごめんなさい･･･26（2020年2月25日、セレブの友、セレブの友）
- 声出したら中出し！美少女孕ませきもだめし林間学校（2020年2月25日、本中、本中）
- 野外露出なんて恥ずかしくて嫌だけど、貴方がヤリたいって言うなら...（2020年3月6日、山と空/妄想族、ベストヒッツ）
- あの日からずっと...。緊縛調教中出しされる制服美少女（2020年3月6日、無垢、ベストヒッツ）
- レズビアンに染められた新入社員～社内セクハラに濡れてしまう私～（2020年3月7日、ビビアン、ビビアン）
- おしゃぶり大好き いつでも即尺どこでも即ハメ なまなかだしご奉仕メイド あおいれなVol.003（2020年3月20日、ケイ･エム･プロデュース、宇宙企画）
- 犯りっぱでバイバイ（2020年3月25日、ホームルーム/妄想族、ホームルーム(ホームルーム/妄想族)）
- 何か鈴って、リア充でセレブでムカつくから好き放題レ×プしてもらったんだ。（2020年3月26日、SODクリエイト、SOD star）
- 柔らかくて温かそうなもっこりマン土手が楽しめるパンチラ（2020年3月27日、ケイ･エム･プロデュース、おかず｡）
- 精子が美容にいいと言う話を信じた妹がお姉ちゃんに中出しされた精子でもいいからちょうだいとおねだりして中出しされたザーメンをごっくん（2020年4月1日、ムーディーズ、みんなのキカタン）
- 大好きな女の子と体液交換 濃厚接吻唾液飲み性交 唾液と潮にまみれた接吻レズビアン 初めては大好きな人と...有村えりかレズ解禁（2020年4月7日、ビビアン、ビビアン)
- もっといっぱいズコズコ突いて！私がイクまで離さない！純粋無垢な美少女が足を絡めてSEXをしたまま離れないだいしゅきホールド４時間（2020年4月13日、無垢、無垢）
- 完全撮り下ろし！アナタを挑発しながらディルドオナニーを見せつける女たち...ガニ股で下品に超し降る発情オマ○コをご覧ください２（2020年4月25日、セレブの友、セレブの友）
- 有名女優さんをプライベートで口説いてお持ち帰りしちゃいました５人（2020年5月1日、プラネットプラス、アンビバレンツ）
- 絶対バレずに時間停止２（2020年5月1日、FS.KnightsVisual、プラスピ）
- Ｍ男クン家に泊まろう！（2020年5月2日、ワークエンターテイメント、ＣＯＢＲＡ）
- ビビアンが選んだ最高にエロいレズエステクニシャン20連発８時間（2020年5月7日、ビビアン、ビビアン）
- 妄想トレ淫 現実と妄想の２画面ギャップ変態クロスオーバー電車（2020年5月8日、ROCKET、ROCKET)
- 同棲生活で初めて知る彼女の性癖（2020年5月15日、ケイ･エム･プロデュース、ヒメゴト）
- NTR×JOI 可愛い彼女・姉妹・友達にセンズリ指示される童貞の僕（2020年5月21日、SODクリエイト、SENZ）
- 近所に住むノーブラタンクトップ姿の無防備に胸チラさせるつるぺた貧乳娘に媚薬を飲ませると敏感なカラダに！超絶感じやすい乳首を触りながら激ピストン！効果抜群過ぎて何度も仰け反りけいれんイキ！（2020年5月22日、V&R PRODUCE、V&R PRODUCE）
- 「私...お兄ちゃんの子供妊娠する！」妹が突然訪ねた大好きな兄の家にはまさかの婚約者が...。絶対に取られまいと馬乗り生挿入！ガッチリホールドで強●的に何度も何度も膣内射精させられる！３（2020年5月22日、V&R PRODUCE、V&R PRODUCE）
- しゃがんだお尻の穴のシワの本数までバッチリ分かるアナルひくひくオナニー２（2020年5月25日、アロマ企画、AROMA)
- 完全撮り下ろし！ヌルヌルのオイルまみれ美女挑発オナニー７連発！！（2020年5月25日、セレブの友、セレブの友）
- 里帰り母と娘どんぶり～義理の男の喰い比べ～（2020年5月25日、マドンナ、Madonna）
- 逆らえない愛に墜ちて（2020年、SILKLABO、Undress）
- 黒パンストの下半身が卑猥にクネるオナニー２（2020年7月1日、セレブの友、セレブの友)
- 俺をバカにする女に復讐イラマチオ（2020年7月9日、アキノリ、AKNR)
- 女子●生12人媚薬拘束潮吹きイカセ8時間スペシャル（2020年7月24日、ケイ･エム･プロデュース、REAL)
- チ●ポをしゃぶりたくてしょうがない妻。家ではどこでも構わずしゃぶってくる。（2020年8月14日、ケイ･エム･プロデュース、ヒメゴト）
- スレンダー美少女は黒人に犯●れたい！天真爛漫な少女が極太ペニスでメスにされる！（2020年8月22日、シャーク、スナークフッド）
- 本中10周年記念作品！！美少女中出し島完全版おもてもうらも全部見せちゃいます！240分SPECIAL（2020年8月25日、本中、本中）
- 本音でぶつかるネイキッドレズビアン～2人が1日で愛し合う為のプロセス～Vol.２（2020年9月4日、レズれ！、ベストヒッツ）
- きみをペット２（2020年9月13日、セレブの友、セレブの友）
- めいっこ 思秋期の少女の一途すぎる純情な愛情 れなちゃん（2020年9月26日、JUMP、jump-av)
- Wニーハイブーツ 小悪魔どS痴女（2020年10月1日、グローリークエスト、GLORY QUEST）
- 睨まれ強●フェラ（2020年10月1日、OFFICE K'S、熱血特価)
- まさかノーブラ！？貧乳美人店員がコリコリに勃った乳首に気付かず働く姿に興奮してしまい...５（2020年10月2日、プレステージ、DOC PREMIUM）
- 優しくも激しい...愛し合う二人の情熱的レズビアンSEX（2020年10月13日、セレブの友、セレブの友）
- ゲームに勝つと本番できるバニーガールデリヘル（2020年10月16日、ケイ･エム･プロデュース、BAZOOKA）
- Wチームで常に超密着サンドイッチ施術でリピート確定！オナニーできなくなるほどチ●ポがバグるまでシコシコ抜き続けてくれる連続射精専門メンズエステ（2020年10月25日、kawaii、kawaii）
- いつも綺麗なあの娘がメイクを落とした素顔を晒す...可愛いすっぴん顔にぶっかけ顔射SEX！！２（2020年10月25日、セレブの友、セレブの友）
- あおいれなの凄テクを我慢できれば生★中出しSEX！（2020年11月1日、ワンズファクトリー）
- かりめんの妻８ ハンコ捺して下さいお願いします...（2020年11月7日、JET映像、卍GROUP）
- 合理的で絶対権力に屈しない性格の妻が腐った町内会に服従してしまった（2020年11月19日、ミセスの素顔/エマニエル、ミセスの素顔）
- 合宿先の温泉旅館で豹変した教え子に焦らされ焦らされ痴女られて迎える最高に深い射精（2020年11月19日、エムズビデオグループ、M's video Group）
- 朱里って、私の好きな人とつきあって超ムカつくから私の男友達全員に指示して1日何度もレ×プしてもらったんだ。遠隔追姦レ×プ（2020年11月25日、本中、本中）
- 近親相姦パラサイト 娘×父×妹×兄×嫁×義父の危険な家族（2020年11月25日、h.m.pDORAMA、h.m.pDORAMA）
- 神メガネOL あおいれな メガネOLスーツの美脚を包んだ生ナマしいパンストを完全着衣でムレた足裏からつま先を味わい尽くす！時には顔騎や手コキ、時にはお尻にコスってぶっかけとやりたい放題！発情させられた女の変態調教絶頂プレイを楽しむフェチAV（2020年11月26日、親父の個撮、神パンスト）
- 圧倒的没入主観！男を拘束×杭打ち×騎乗位連続イキ魅惑の騎乗位ロデオ痴女（2020年12月11日、ケイ･エム･プロデュース、BAZOOKA）
- 濃厚なベロちゅうでギンギンになったフル勃起チ○ポを唾液ローション手コキで射精に導くドS 淒テクAV女優（2020年12月17日、グローリークエスト、GRORY QUEST）
- オナナビ～超カメラ目線で見つめながら挑発オナニーナビゲート～（2020年12月25日、SEX Agent妄想族、SEX Agent）
- 波多野結衣×あおいれな よって本音で語る二人が愛し合ったら...本気で求め合う密着濃厚レズSEXが見れた！（2020年12月25日、セレブの友、セレブの友）
- ち○ぽ依存症の女 ち○ぽ遊びに溺れる女の子のフェラチオ（2020年12月25日、ケイ･エム･プロデュース、おかず。）

- 聖美少女アマゾネス拷問～美麗最強女戦士の惨めすぎる処刑～Episoud-1:崩れ去る伝説と暴かれた女体の秘密（2021年1月6日、BabyEntertainment、ベストヒッツ）
- ローアングルでベストアングル連発！！じっくり仰ぎ見るパンチラ（2021年1月6日、アロマ企画、ベストヒッツ）
- ウキウキ尻穴ウォッチング（2021年1月8日、レイディックス）
- ガニ股バイブ失禁オナニー２（2021年1月8日、レイディックス）
- STROBERRY PUSSY AOI RENA(2021年1月13日、バルタン、hoppin')
- 水沢つぐみ初レズ解禁作品 同性愛快楽に目覚めた３Ｐレズビアン（2021年1月13日、セレブの友、セレブの友）
- 禁断レズビアン 甘い接吻、とろける愛撫、クセになっちゃうレズセックス（2021年1月21日、ヒビノ、HIBINO）
- レズ解禁作品 新人女優・ももたらら×レズ先生・あおいれな はじめての同性愛セックス（2021年1月25日、セレブの友、セレブの友）
- むさぼりフェラチオ～咥えながら挑発的な姿勢をしてくるのは変態の証拠～（2021年1月25日、SEX Agent/妄想族、SEX Agent）
- アナル見せつけＷデカ尻メンズエステ可愛い子の卑猥なケツ穴を眺めて何度も射精したい（2021年1月25日、痴女ヘブン）
- バレたらヤバイ！！チ●ポを弄ぶ、変態すぎる痴女たち（2021年2月1日、OFFICE K'S、熱血特価）
- -完全撮り下ろし絶頂回廊処刑記録-女体侵食エイリアン！！電流が全身を駆け巡る中、乳首と栗と秘壺を攻撃する悪魔の残酷装置（2021年2月5日、BabyEntertainment、ベストヒッツ)
- 同棲生活で初めて知る彼女の性癖（2021年2月19日、ケイ･エム･プロデュース、ヒメゴト)
- 女子校生孕ませレ●プ中出し20連発（2021年2月19日、ケイ･エム･プロデュース、REAL(レアルワークス)
- 女潮大量噴射25分びしょ濡れ祭り5時間（2021年2月26日、ケイ･エム･プロデュース、REAL(レアルワークス)
- 絶対にパンツを脱がさないチ●ポ責め（2021年3月1日、OFFICE K'S、熱血特価）
- 乳首が感ずる女たち（2021年3月1日、OFFICE K'S、熱血特価）
- 神納花とあおいれな ノーカットレズビアンライブ（2021年3月6日、ビビアン、ビビアン）
- やっぱり見たい！チ○ポにまたがり貪欲に腰を振る美女の子宮グリグリ押し付け騎乗位SEX！（2021年、3月13日、セレブの友、セレブの友）
- 女が女をガチイかせ！あおいれなのレズSEX（2021年、3月13日、セレブの友、セレブの友）
- レズエステ変態施術で覚醒！異常アクメの人妻12人！絶頂102回！潮吹43回！８時間（2021年3月15日、ピーターズ、ピーターズ）
- 柔らかくて温かそうなもっこりマン土手が楽しめるパンチラ（2021年3月19日、ケイ･エム･プロデュース、おかず｡）
- カメラを一切止めません！望月あやかノンストップレズビアン地獄責め！（2021年3月25日、セレブの友、セレブの友）
- 「オチンチンおおきくなっちゃったから一緒にオナニーしよっか！？」広告を見て小遣い欲しさでやって来た女の子に行っていた暴走行為８名収録（2021年3月27日、JUMP、jump-av）
- 体操部に入部したらなんと僕１人！！なのに何故かマネージャーは４人いて僕の世話を何からナニまでしてくれる（2021年4月2日、ケイ･エム･プロデュース、BAZOOKA）
- ４人でルームシェアする痴女っ娘たちの自宅中出し合コン（2021年4月2日、ケイ･エム･プロデュース、BAZOOKA）
- 初レズ解禁！渡辺まおがあおいれなと人生初のレズセックスに挑戦！（2021年4月13日、セレブの友、セレブの友）
- 終電を逃した普段おとなしいバイト二人を家に泊めてあげたら積極的にセックスを求められてきて何度も何度も精子を搾り取られた（2021年4月14日、ティーアイエス）
- 目で墜ちた。言葉なんていらない、目で愛を伝える中出し性交（2021年4月25日、本中、本中）
- 媚薬入り睡眠薬で昏●状態の美少女たちに夜●い中出し1980！！8人8中出しVol.2(2021年5月7日、親父の個撮、夜●い)
- 初レズ解禁！塩見彩があおいれなからハードレズ調教してもらった件（2021年、5月25日、セレブの友、セレブの友）
- ヤンキーのあの子はドＭレズ（2021年6月1日、OFiEECE K'S、熱血特価）
- 乳首ハーレム極乳首チ○ポをコリコリちゅぱちゅぱ！全方向から繰り出す究極の乳首責めに極楽乳首射精！（2021年6月19日、エムズビデオグループ、M's video Group）
- 15人の語りかけ誘惑オナニー撮り下ろし大全集！アナタだけを見つめて、何度もイキまくる！（2021年6月25日、セレブの友、セレブの友）
- Ｍ男主観ハメられ撮り！W小悪魔美少女が男潮吹くまで怒濤のイジリっぱ！！（2021年、7月13日、Fitch、Fitch）
- 進路のことで先生の家に来るように言われました　れなちゃん（2021年、7月24日、JUMP、jump-av）
- 喉マ●コ中出し美少女調教イラマチオ（2021年8月13日、レアルワークス、REAL）
- 即尺シースルー女子校生デリバリーヘルス（2021年9月11日、BAZOOKA、BAZOOKA）
- イキ狂い完全保証乳首責めのプロがエンドレスで貴男を●す性感風俗　当店は嬢の許可なしの射精禁止です・・・（2021年10月9日、BAZOOKA、BAZOOKA）

- AV女優引退 100発ごっくん あおいれな（4月21日、SODクリエイト）
- AV引退 初監督作品あおいれな AV人生最後の一発中出し（4月22日、本中）監督主演
- ガチぶっつけ本番!レズ友撮ドキュメントSP!!誰が来るのか知らない状況で1対1でAV撮影してもらいました!!! あべみかこ（6月23日、SODクリエイト）

- 2015年下半期オールコンプリートBEST kawaii*美少女全員収録8時間（2016年3月25日、kawaii、kawaii、総集編）
- kawaii* BEST 可愛いコがオチ●ポを本気でジュルジュルレロレロジュプジュプペロペロ舐め回すフェラチオSpecial（2016年4月25日、kawaii、kawaii、総集編）
- 女子校生23名の輝く汗と青春のメモリアルSEX8時間（2016年5月25日、kawaii、kawaii、総集編）
- 100％天然貧乳印 AAA～Aカップ4時間総集編（2016年6月19日、幼獄LiTE/妄想族、幼獄LiTE/妄想族、総集編）
- 「本デリ生ハメ素人娘」シリーズ完全コンプリート丸ごと全部入り8時間（2016年6月25日、kawaii、kawaii、総集編）
- kawaii*2015年発売の全98タイトル収録コンプリートBEST12時間（2016年6月25日、kawaii、kawaii、総集編）
- 2016年ドリームチケット上半期総集編 THE4時間（2016年7月1日、---、ドリームチケット、総集編）
- ロリコン全裸乱交天国4時間（2016年8月1日、幼獄LiTE/妄想族、幼獄LiTE/妄想族、総集編）
- 肉便器・監禁・調教・奴隷BEST～マゾ女スペシャル～（2016年8月12日、REAL（レアルワークス）、ケイ・エム・プロデュース、総集編）
- 純粋無垢な美少女の完全未公開撮り卸フェラチオ 20連発 4時間（2016年8月13日、無垢、無垢、総集編）
- 寸止め痴女ベスト4時間（2016年9月2日、h.m.p、h.m.p、総集編）
- 35周年Anniversary！美少女中出しSEX BEST4時間スペシャル（2016年9月9日、宇宙企画 、ケイ・エム・プロデュース、総集編）
- 「このチ○ポしゅきぃ～！精子大しゅきぃ～！」って顔でベロベロフェラチオ（2016年9月19日、M’s video Group、エムズビデオグループ 、総集編）
- CRYSTAL THE BEST 8時間100選 2016 秋（2016年10月7日、CRYSTAL EX、クリスタル映像、総集編）
- 素人が実は一番エロい？！ちょっとだけでいいから！ちらっとパンティ見せて！！シロウト女子を路上ナンパ 12人4時間（2016年10月10日、ホットエンターテイメント 、ホットエンターテイメント 、総集編）
- 殿堂！スーパーアイドル5時間 あおいれな（2016年10月14日、million（ミリオン）、ケイ・エム・プロデュース 、単体総集編）
- 尻肉拡げてネジ込みプレス！寝バック絶頂BEST（2016年10月19日、MOODYZ Best、ムーディーズ、総集編）
- あおいれなのAV歴代1位のザーメン好きごっくん90発overベスト（2016年10月25日、M’s video Group、エムズビデオグループ 、単体総集編）
- BAZOOKA特選！最上級の日焼けギャル美少女てんこ盛りスペシャル！＆5人の特典付き（2016年11月11日、BAZOOKA（バズーカ）、ケイ・エム・プロデュース 、総集編）
- S-Cute年間売上ランキング2016 Top30（2016年12月1日、S-Cute PREMIERE、S-Cute、総集編）
- ワープエンタテインメント下半期まるごと特別総集編2016 4時間（2016年12月2日、---、ワープエンタテインメント、総集編）
- 2016年AV総決算 ザ・ベスト10 4時間（2016年12月2日、h.m.p、h.m.p、総集編）
- MUGON ANNEX 2016 生姦・中出し総集編（2016年12月13日、MUJG、ANNEX（無言）/HERO、総集編）
- オーロラプロジェクトダイジェスト 48連射 2015.10月～2016.5月（2016年12月13日、オーロラプロジェクト・アネックス、オーロラプロジェクト・アネックス、総集編）
- 美少女青春メモリアル女子校生4時間COLLECTION（2016年12月13日、レインボー/HERO、レインボー/HERO、総集編）
- マッサGoGo！！ ALL TIME BEST 50名（2016年12月19日、マッサGoGo！！/妄想族、マッサGoGo！！/妄想族、総集編）
- 射精直前の獣のような激しい腰振り 60発射 2（2016年12月19日、TEPPAN SPECIAL、TEPPAN、総集編）
- うしじまいい肉プロデュース リアル着エロコスプレBESTセレクション4時間スペシャル（2016年12月23日、宇宙企画 、ケイ・エム・プロデュース、総集編）
- 宇宙企画2016 メモリアルベスト（2016年12月23日、宇宙企画 、ケイ・エム・プロデュース、総集編）
- S級素人イマドキ女子校生の秘密の放課後バイト中出しBEST（2016年12月23日、S級素人、S級素人、総集編）
- 生中出し若妻ナンパ！スーパーBEST 8時間スペシャル！！ Part3！！（2016年12月23日、S級素人、S級素人、総集編）
- いもうとフェラチオ20人4時間（2017年1月17日、K-Tribe、ケー・トライブ、総集編）
- 思春期.comザ・ベスト8時間パート5（2017年1月17日、思春期.com、思春期.com、総集編）
- 恥ずかしい格好をさせられるマッサージ これどこに効くんですか？ （2017年1月19日、マッサGoGo！！/妄想族、マッサGoGo！！/妄想族、総集編）
- あおいれなSPECIAL BEST 4時間（2017年1月27日、TMA、TMA、単体総集編）
- 親にも学校にも言えない、女子校生放課後限定バイト スーパーBEST2 4時間スペシャル！！（2017年1月27日、S級素人、S級素人、総集編）
- TEPPAN BEST HITS 2016（2017年2月1日、TEPPAN、TEPPAN、総集編）
- 女が女を愛する時【究極のレズSEX】人気女優4組8人 4時間（2017年2月3日、h.m.p、h.m.p、総集編）
- 美少女フェラチオ30人4時間（2017年2月21日、K-Tribe、ケー・トライブ、総集編）
- TMAコスプレ美少女PLATINUM BEST 2枚組8時間（2017年2月24日、TMA、TMA、総集編）
- S級素人殿堂入り 50人4時間（2017年2月24日、S級素人、S級素人、総集編）
- kawaii*美少女31人と選び放題ヌキまくりヤリまくり日替わりSEX 4時間BEST！！（2017年3月1日、kawaii、kawaii、総集編）
- オンナの射精！潮噴き激昇天性交 3（2017年3月1日、TEPPAN SPECIAL、TEPPAN、総集編）
- キミだけに語りかけ！女子校生40人！オマ●コぴちゃぴちゃ指入れ自画撮りオナニー8時間superBEST 4（2017年3月1日、ロリ専科、グレイズ、総集編）
- 私立キチックス女学院 祝 卒業式 8時間 美少女揃いの女子校生18名 旅立ちSEXスペシャル（2017年3月1日、キチックス/妄想族、キチックス/妄想族、総集編）
- ボクだけのご奉仕メイド THE BEST 8時間（2017年3月10日、CRYSTAL EX、クリスタル映像、総集編）
- 素人娘を口説けず惨敗！昏睡中に感じさせて執念の挿入！！（2017年3月19日、マッサGoGo！！/妄想族、マッサGoGo！！/妄想族、総集編）
- 【童貞注意】渋谷横浜吉祥寺 出没。清楚な顔したクソ可愛い’童貞を殺す隠れビッチ’の決定的瞬間をカメラが捉えた！激撮4時間スペシャル！！（2017年3月19日、キチックス/妄想族、キチックス/妄想族、総集編）
- 美少女恥じらいアナルが丸見え50人BEST（2017年3月24日、宇宙企画 、ケイ・エム・プロデュース、総集編）
- 連続孕ませ中出しレイプ 2枚組8時間（2017年3月24日、TMA、TMA、総集編）
- 独自ルートで入手した流出動画BEST4時間スペシャル（2017年3月24日、S級素人、S級素人、総集編）
- kawaii* BEST 美少女48人がジュポジュポ舐めまくる超気持ちぃ神フェラチオ（2017年4月1日、kawaii、kawaii、総集編）
- 一度イッてからが本番 追い込み絶頂（2017年4月1日、TEPPAN SPECIAL、TEPPAN、総集編）
- CRYSTAL THE BEST 8時間100選 2017 春（2017年4月7日、CRYSTAL THE BEST、クリスタル映像、総集編）
- 過激すぎるド素人娘 コンプリートBEST8時間（2017年4月14日、S級素人、S級素人、総集編）
- オイルで濡れた美女達 生中出し性交BEST（2017年4月19日、マッサGoGo！！/妄想族、マッサGoGo！！/妄想族、総集編）
- ねじ伏せる圧倒的征服感 寝バック65名（2017年4月19日、TEPPAN SPECIAL、TEPPAN、総集編）
- 近親相姦わいせつ3P映像集 2枚組8時間（2017年4月28日、TMA、TMA、総集編）
- 美少女31人の鬼畜強姦中出しBEST 4時間（2017年4月28日、宇宙企画 、ケイ・エム・プロデュース、総集編）
- ボクだけに迫ってくる淫乱美女たち！最後の一滴まで搾りとられるALL主観BEST4時間（2017年4月28日、BAZOOKA（バズーカ）、ケイ・エム・プロデュース 、総集編）
- 完全女体観察100人8時間スペシャルBEST（2017年4月28日、S級素人、S級素人、総集編）
- 男が潮吹いたりすんげぇ発射しちゃう！女神の痴女テク60連発8時間 VOL.3（2017年5月1日、MOODYZ Best、ムーディーズ、総集編）
- 鉄板女優6名のリアルなプライベート性交 「私、今日はAV女優じゃありません」（2017年5月1日、TEPPAN、TEPPAN、総集編）
- 発育途中の微乳娘とSEX 12人4時間（2017年5月2日、思春期.com、思春期.com、総集編）
- アンドリボン 1周年 MEMORIAL SPECIAL BOX BEST10 8時間（2017年5月12日、肉便器これくしょん、＆RiBbON、総集編）
- メーカーの暴挙に耐える専属＆有名女優24人の黒歴史！！秘蔵映像4時間BEST（2017年5月12日、million（ミリオン）、ケイ・エム・プロデュース 、総集編）
- 大人気35タイトル厳選！！ BAZOOKA夢の妄想企画4時間（2017年5月12日、BAZOOKA（バズーカ）、ケイ・エム・プロデュース 、総集編）
- セクシー女優たちの豪華共演作4時間BEST（2017年5月26日、BAZOOKA（バズーカ）、ケイ・エム・プロデュース 、総集編）
- 激しく腰を振るコスプレイヤー騎乗位 2枚組8時間（2017年5月26日、TMA、TMA、総集編）
- おま●こパッカ～ン女子校生 総集編4時間（2017年6月2日、JKS、OFFICE K’S、総集編）
- 今夜、お隣の娘さんは一人でお留守番中です… 4時間コレクション（2017年6月6日、思春期.com、思春期.com、総集編）
- 素人ナンパGET！！ 本気汁スプラッシュ 大噴射潮吹き！！（2017年6月7日、LADY HUNTERS、桃太郎映像出版、総集編）
- 人気AV監督によるAV女優ランキング！4時間ベスト（2017年6月9日、million（ミリオン）、ケイ・エム・プロデュース 、総集編）
- イッたことがない女性を性感開発 潮吹きイカセ性交クリニック（2017年6月19日、マッサGoGo！！/妄想族、マッサGoGo！！/妄想族、総集編）
- 男を悦ばせるテク自慢の凄フェラ（2017年6月20日、TEPPAN SPECIAL、TEPPAN、総集編）
- 制服美少女20名 全員中出し Premium Best！！ 2枚組8時間（2017年6月23日、---、First Star、総集編）
- いっけん清純そうに見えるS級素人は豹変するととんでもなくエロかった 50人ハメちゃいましたSP（2017年6月23日、S級素人、S級素人、総集編）
- イイオンナ、イラマチオ。 4 4時間（2017年6月30日、S＋、ワープエンタテインメント、総集編）
- 寝取られ妻 vol.6（2017年7月7日、DOC MAX、プレステージ、総集編）
- 平成二十八年度『無垢』卒業アルバム 上半期総集編2016年3月～2016年8月 美少女十七人総出演 四百八十分濃厚豪華版（2017年7月13日、無垢、無垢、総集編）
- ガチ露出！野外アクメ！FSで異彩を放つ美少女たちの青姦グラフィティー4時間15人BEST2980円（2017年7月14日、---、First Star、総集編）
- ド田舎で見つけたロリ少女といやらしい性交コンプリートBEST4時間（2017年7月14日、---、First Star、総集編）
- レズれ！祝4周年記念 女と女のガチイキ！総勢53名の レズビアン大乱交ベスト10時間スペシャル（2017年7月19日、レズれ！、レズれ！ ベスト、総集編）
- アナルぱっくり 尻オイルマッサイカセ（2017年7月19日、マッサGoGo！！/妄想族、マッサGoGo！！/妄想族、総集編）
- 激しい騎乗位 55名（2017年7月19日、マッサGoGo！！/妄想族、マッサGoGo！！/妄想族、総集編）
- M男大好きBEST 男をいじめるのが楽しくてしょうがない小悪魔美少女 4時間（2017年7月21日、mow、OFFICE K’S、総集編）
- 禁断の果実ザ・ベスト8時間パート2（2017年7月25日、禁断の果実/妄想族、禁断の果実/妄想族、総集編）
- とってもエッチなナースたちのご奉仕SEX 30人4時間BEST（2017年7月28日、BAZOOKA（バズーカ）、ケイ・エム・プロデュース 、総集編）
- 美少女33人の潮噴きお漏らしBEST 4時間（2017年7月28日、宇宙企画 、ケイ・エム・プロデュース、総集編）
- カワイイ顔こそが一番ヌケる！顔だけで選んだ超S級最強美女BEST50！！（2017年7月28日、S級素人、S級素人、総集編）
- 100人の中出し女子校生性交記録 2枚組8時間（2017年7月28日、TMA、TMA、総集編）
- ザ・面接2016 代々木忠 12人4時間（2017年7月28日、ATHENA、アテナ映像、総集編）
- オンナの射精！潮吹き激昇天性交 BEST OF BEST（2017年8月1日、TEPPAN SPECIAL、TEPPAN、総集編）
- カリスマアイドルたちを縦横無尽の多角度ピストンで突きまくり怒涛の連続ピストンでお●んこ拡張！！中出し10連発 8時間BEST（2017年8月11日、million（ミリオン）、ケイ・エム・プロデュース 、総集編）
- 妄想全裸シチュエーション！！ 4時間SP（2017年8月25日、BAZOOKA（バズーカ）、ケイ・エム・プロデュース 、総集編）
- 絶対的ロ●ータ美少女 2枚組8時間（2017年8月25日、TMA、TMA、総集編）
- 男の願望爆発！！着たままSEX4時間BEST（2017年8月25日、BAZOOKA（バズーカ）、ケイ・エム・プロデュース 、総集編）
- いじめっ娘JKの杭打ち騎乗位中出しBEST（2017年9月1日、WANZ、ワンズファクトリー、総集編）
- 心潤う至福の時間 THE premium SOAP BEST（2017年9月8日、million（ミリオン）、ケイ・エム・プロデュース 、総集編）
- 有名女優 玩具で一網打尽のイカセBEST（2017年9月8日、million（ミリオン）、ケイ・エム・プロデュース 、総集編）
- 人気女優ガチ逆ナンパスペシャル4時間BEST（2017年9月8日、million（ミリオン）、ケイ・エム・プロデュース 、総集編）
- S級女優100人のケツ穴丸見え ノンストップ背面騎乗位8時間 No2（2017年9月19日、ROOKIE 、ROOKIE 、総集編）
- 足腰ガクガク！！ ハードピストン立ちバック 3（2017年9月19日、TEPPAN SPECIAL、TEPPAN、総集編）
- ストッキング破いてそのままSEX BEST 4時間（2017年9月22日、BAZOOKA（バズーカ）、ケイ・エム・プロデュース 、総集編）
- 制服美少女の柔肌に食い込む荒縄 ｢制服緊縛BEST｣（2017年9月22日、REAL（レアルワークス）、ケイ・エム・プロデュース 、総集編）
- 淫乱痴女 PREMIUM BEST 2枚組8時間（2017年9月22日、TMA、TMA、総集編）
- ハメ撮り性交 今から私のイクところ見ていてください…。（2017年10月1日、TEPPAN SPECIAL、TEPPAN、総集編）
- million2017年上半期ランキングBEST300分（2017年10月13日、million（ミリオン）、ケイ・エム・プロデュース、総集編）
- 私立KMPエロエロ学園超豪華100タイトル8時間BEST（2017年10月13日、million（ミリオン）、ケイ・エム・プロデュース、総集編）
- モニタリング×BAZOOKA 美少女素人SPECIAL30人4時間（2017年10月13日、million（ミリオン）、ケイ・エム・プロデュース、総集編）
- おっぱいの大海原へ飛び込め！！巨乳女子だらけのハーレムプレイBEST4時間（2017年10月27日、BAZOOKA（バズーカ）、ケイ・エム・プロデュース 、総集編）
- S級素人殿堂入り 50人4時間Part2（2017年10月27日、S級素人、S級素人、総集編）
- 美しい顔が絶頂に歪む表情 ハードピストン絶叫性交（2017年11月1日、TEPPAN SPECIAL、TEPPAN、総集編）
- 可愛すぎる制服女子校生だらけのナマ中出しBEST4時間（2017年11月10日、BAZOOKA（バズーカ）、ケイ・エム・プロデュース 、総集編）
- レアもの多数！！美少女達のコスプレ中出しBEST 30人4時間（2017年11月10日、宇宙企画 、ケイ・エム・プロデュース 、総集編）
- BAZOOKA×おかず×宇宙企画 ずっと見つめ合う主観SEX 100名SUPER BEST（2017年11月10日、BAZOOKA（バズーカ）、ケイ・エム・プロデュース 、総集編）
- アイエナジー緊縛・SM作品集 全部入りコレクション（2017年11月16日、---、アイエナジー、総集編）
- どロリ6 可愛いロリっ娘は好きですか？ 100人16時間ベスト（2017年11月19日、ROOKIE 、ROOKIE 、総集編）
- REAL 喉奥凌辱イラマチオBEST3（2017年11月24日、REAL（レアルワークス）、ケイ・エム・プロデュース 、総集編）
- S級素人超人気シリーズ完全網羅8時間スペシャル3（2017年11月24日、S級素人、S級素人、総集編）
- 清純な黒髪美女に中出ししまくる孕ませSEX50連発4時間（2017年11月24日、S級素人、S級素人、総集編）
- 2016年【本中】下半期傑作選！全72発！！2016年8月～2017年1月（2017年11月25日、本中、本中、総集編）
- 2017年上半期【本中】傑作選！全97発！！2017年2月～2017年7月（2017年11月30日、本中、本中、総集編）
- 早送り一切不要。汗だくイキグルイ騎乗位 55名（2017年12月1日、TEPPAN SPECIAL、TEPPAN、総集編）
- 湯あがり温泉ロ●ータ ほっこりもっこり20人まるっとSEX 2枚組8時間（2017年12月1日、キチックス/妄想族、キチックス/妄想族、総集編）
- デカ尻見せつけ！！ピストン騎乗位2（2017年12月1日、WANZ、ワンズファクトリー、総集編）
- 超高級中出し専門ソープ 大ボリューム8タイトル 8時間BEST vol.2（2017年12月1日、MOODYZ Best、ムーディーズ、総集編）
- KMP15周年記念特別企画！！超人気鉄板企画100タイトル超豪華8時間スペシャル（2017年12月8日、million（ミリオン）、ケイ・エム・プロデュース、総集編）
- MOODYZ 2017年上半期152タイトルBEST 480分（2017年12月13日、MOODYZ Best、ムーディーズ、総集編）
- レズれ！2017年間プレミアムベスト 女と女のイカセ合い10時間SP（2017年12月19日、レズれ！ ベスト、レズれ！、総集編）
- TMA人気キャラコスプレ大全集 2枚組8時間（2017年12月22日、TMA、TMA、総集編）
- BAZOOKA人気シリーズ完全網羅BEST！！8時間スペシャル（2017年12月22日、BAZOOKA（バズーカ）、ケイ・エム・プロデュース 、総集編）
- BAZOOKA 2017年下半期BEST 4時間完全保存版（2017年12月22日、BAZOOKA（バズーカ）、ケイ・エム・プロデュース 、総集編）
- アイドル級の制服美少女 PREMIUM BOX4枚組16時間（2017年12月22日、TMA、TMA、総集編）
- 強制的じゃないセルフイラマチオ THE BEST 4時間～涙も嗚咽もなんのその。そこにチ●ポがあれば限界まで咥えるのみ～（2017年12月22日、SEX Agent、SEX Agent、総集編）
- 究極痴女テクで意思に反して強制射精 ドピュッ 8時間BEST（2017年12月25日、ROOKIE 、ROOKIE 、総集編）
- 鬼固定でマ○コに突き刺し腰をグリグリ動かす気持ち良すぎる対面座位 8時間（2017年12月25日、ROOKIE 、ROOKIE 、総集編）
- kawaii*初 中出しBEST美少女20人妊娠覚悟の生ハメ＆生中出し8時間！！（2017年12月25日、kawaii、kawaii、総集編）
- いもうとアイドル女優10人連続セックス8時間2枚組（2017年12月26日、K-Tribe、ケー・トライブ、総集編）
- 小悪魔挑発ギャル8時間総集編2枚組BOX～JOI＆未公開シーン特別編付～（2018年1月1日、MARRION BEST、MARRION、総集編）
- 足腰ガクガク！！ ハードピストン立ちバック 100名 BEST OF BEST（2018年1月1日、TEPPAN SPECIAL、TEPPAN、総集編）
- 炉利貧乳ぺったんこ姦姦20人8時間（2018年1月1日、キチックス/妄想族、キチックス/妄想族、総集編）
- レズ接吻 猥褻ベロ交尾BEST4時間（2018年1月1日、U＆K、U＆K、総集編）
- 監禁オイルマッサージ 鬼イカせ中出しレ×プBEST8時間vol.2（2018年1月1日、WANZ、ワンズファクトリー、総集編）
- 「もうイッてるってばぁ！」状態で追撃ピストンSEXベスト4時間（2018年1月1日、MOODYZ Best、ムーディーズ、総集編）
- GLORYQUEST2017 下半期総集編118タイトルSPECIAL（2018年1月4日、GLORY QUEST、グローリークエスト、総集編）
- CRYSTAL THE BEST 8時間100選 2017 冬（2018年1月5日、CRYSTAL THE BEST、クリスタル映像、総集編）
- 完璧な性奴隷BEST vol.01 少女達に徹底中出し。（2018年1月5日、マッド（爆）、MAD、総集編）
- 無人島に持っていって本当によかった！トップAV女優らが残した伝説のSEX4時間（2018年1月12日、BALTAN、バルタン、総集編）
- 咥えて3分以内に発射 THE BEST 4時間 量と質を実現。圧倒的コスパフェラチオによる射精のすすめ（2018年1月19日、SEX Agent、SEX Agent、総集編）
- 2017 MEGAMI 年間BEST10（2018年1月25日、美女神 Premium、MEGAMI、総集編）
- コアマニア厳選 2017年人気タイトルBEST10 4時間（2018年1月26日、REAL（レアルワークス）、ケイ・エム・プロデュース 、総集編）
- カワイイ顔こそが一番ヌケる！顔だけで選んだ超S級最強美女BEST50！！ Part2 スペシャル豪華版（2018年1月26日、S級素人、S級素人、総集編）
- 「チクビとれちゃうってばぁ」と言っても触り続ける！悶絶！ビクビク敏感乳首こねくりっ放しBEST（2018年2月1日、MOODYZ Best、ムーディーズ、総集編）
- 部活少女まとめ22人 2枚組8時間（2018年2月1日、キチックス/妄想族、キチックス/妄想族、総集編）
- ロリ専科 制服少●中出し性行 総集編 4時間（2018年2月1日、ロリ専科、グレイズ、総集編）
- キミだけに語りかけ！美少女！制服！メイド！アニコス！48人！オマ●コぴちゃぴちゃ指入れ自画撮りオナニー8時間 superBEST（2018年2月1日、ロリ専科、グレイズ、総集編）
- マルクス2017年下半期スーパーBEST8時間収録！！（2018年2月1日、MARX（マルクス兄弟）、MARX、総集編）
- スペルマ大全集 Ⅱ（2018年2月2日、asfur、S.P.C、総集編）
- 大洪水！！ 潮吹き絶頂8時間（2018年2月16日、CRYSTAL EX、クリスタル映像、総集編）
- 超豪華女優が1本のチ●ポを奪い合う！！至高の贅沢逆3Pベスト4時間（2018年2月23日、BAZOOKA（バズーカ）、ケイ・エム・プロデュース 、総集編）
- 出勤・通学前の一ヌキに！！ 朝起ちオナニ―専用発射3分前激突きピストン4時間BEST 豪華女優80名収録（2018年2月23日、BAZOOKA（バズーカ）、ケイ・エム・プロデュース 、総集編）
- S級素人10周年記念 第2弾美人人妻100人SUPERBEST8時間（2018年2月23日、S級素人、S級素人、総集編）
- 素人女子大生達のガチンコ生中SEX図鑑（2018年2月23日、S級素人、S級素人、総集編）
- 一番星☆大乱交ロリィちゃん4時間（2018年2月23日、---、First Star、総集編）
- 本中7周年全200作品217発（2018年2月25日、本中、本中、総集編）
- 発射寸前！我慢汁垂れ流しの気持ちいいフェラチオ150連射8時間（2018年3月1日、ROOKIE 、ROOKIE 、総集編）
- ちっぱい少女に濃厚中出しセックス12人（2018年3月1日、アンビバレンツ、プラネットプラス、総集編）
- 射精直前の獣のような激しい腰振り 55発射 4（2018年3月1日、TEPPAN SPECIAL、TEPPAN、総集編）
- 美脚×競泳水着×パンスト眼鏡 THE BEST 8時間（2018年3月9日、e-kiss、クリスタル映像、総集編）
- バレたらヤバイ状況で密着しながら挑発してくる女たち ベストコレクション 5時間（2018年3月2日、mow、OFFICE K’S、総集編）
- 王様気分が思う存分味わえる4時間BEST（2018年3月23日、BAZOOKA（バズーカ）、ケイ・エム・プロデュース 、総集編）
- クラスで一番カワイイあの娘と秘密のエッチ！！激カワ女子校生教室SEX BEST4時間（2018年3月23日、BAZOOKA（バズーカ）、ケイ・エム・プロデュース 、総集編）
- 既婚女性の秘密の関係 訳あり人妻54名 4時間BEST（2018年3月23日、BAZOOKA（バズーカ）、ケイ・エム・プロデュース 、総集編）

#### 監督作
- 椎名そらの女子旅ドライブ移籍VLOGスペシャル◆『女子だけでAV撮っちゃったよん（音符）』リアル本音ドキュメント！！！（2020年6月25日、FALENO）

- AV引退 初監督作品あおいれな AV人生最後の一発中出し（2022年4月22日、本中）監督主演
- 可憐な資産家お嬢様の汚い中年チンしゃぶ大好きお下品喉鳴らしごっくんザーメンゲップ 新村あかり（2022年6月7日、ムーディーズ、みんなのキカタン）
- 全身ビクビク足ピクピク痙攣イキ止まらない潮吹き 佐野なつ（2022年6月14日、ROOKIE）
- 会いに行けるフードル＃1 風俗情報サイト北海道版ランカーのHcup子持ち人妻ソープ嬢AVデビュー 陽葵わか（2022年7月19日、溜池ゴロー）
- 僕を助けてくれる幼なじみがいじめっこに犯●れているのを見て勃起した 横宮七海（2022/07/19、ムーディーズ、みんなのキカタン）
- 新人 バイバイ、早漏くん。セフレの事が好きだけど早漏エッチに満足できなくて絶倫中出し志願 AV DEBUT 音羽美波（2022年7月26日、本中）
- 超ビンカン微乳美少女 乳首よりもっとマ●コで感じたくて初めてのナマ中出し 奈々月みれい（2022年7月26日、本中）
- 新人 まだ覚醒前の清楚と変態の間 名門お嬢様女子大生 AV DEBUT 水湊楓（2022年8月02日、ムーディーズ、MOODYZ Fresh）
- 復活！！2周年記念 桃園怜奈 最初で最後のレズ解禁 女だらけの大乱交スペシャル！ 桃園怜奈 木下ひまり 八乃つばさ 浜崎真緒（2022年8月02日、Fitch）
- 茨城出身の純真無垢な元アイドルをレズ開発！アイドルの世界は可愛い女の子だらけ♪彼女はいつしか同性にも興味を持ちイカされてみたいと人生初レズ体験 朝海凪咲（仮）（2022年9月22日、SODクリエイト、もぎたて）
- 新人 普通ではない人生を送ってみたい！中流家庭で育ち、中堅私大に通い、中小企業のOLに就職した女の子が中出しAV DEBUT！！ 片瀬かのん（2022年9月20日、本中）
- 仕事をサボって男子とスーツのままお泊り中出しデート 小宮山奈南（2022年9月20日、本中）
- 一つ屋根の下で過ごしたあの日。 Wレズ解禁。 ずっと忘れない思い出になった1日（2022年10月11日、ビビアン）
- 色白巨乳美少女に性感マッサージ体験をさせて敏感Fカップを揉みまくってイカせまくり！ガチイキ痙攣大絶頂 道産子娘 星宮こと（2022年10月20日、SODクリエイト、もぎたて）
- 早漏M男クンがスーパーポジティブAV女優3名に悩みを打ち明けたら…とにかく全肯定されっぱなしで結果ヌカれすぎちゃった4名様合計15発（2022年12月8日、SODクリエイト、SOD）
- 清楚だと思ったら痛い目見るよ？ 禁欲明けのHcup清楚系ビッチ 痴女覚醒×中出し解禁ドキュメント 高畑ちはな（2022年11月15日、E-BODY）
- M男を連れてイクッ！ハーレムちっぱい女子旅 一泊二日焦らされ中出しスペシャル！！ あべみかこ（2022年11月22日、本中）
- SOD女子社員中山琴葉 ユーザー様からのリクエストにお応えして痴女プレイに挑戦！自宅に突撃訪問されて困惑しながらも反応のいいM男を見て楽しくなって1泊2日責めまくる！（2022年11月23日、SODクリエイト）
- 「AV、もうすぐ辞めるから」引退直前にココロもカラダも全てさらけ出す一泊二日のSEXドキュメント 戸田真琴（2022年12月8日、FALENO）

- 303号室の久留木さんと320号室の成沢さんところの奥さん、このマンションのルールも分かんないんだから、好き放題レ×プしちゃえば？（2023年1月12日、SODクリエイト）
- 新人20歳 帰宅部だけどセックスは大好きッ！笑顔で精子飲んじゃうショートカットごっくん美少女AVdebut 西川はる（2023年3月7日、ムーディーズ、MOODYZ Fresh）
- 私、可愛い男の子たちを逆痴●中出しで毎晩、毎晩、犯しています―。 ～イケナイ場所で夫には言えない歪んだ性癖を満たす痴女人妻～ 天川そら（2023年3月14日、マドンナ、ACHIJO）
- ある日突然、淡い恋を抱いていた憧れの巨乳女教師が僕の義理姉になって、おっぱいポロリチラリの無自覚な同居生活にガマンできない！！ 小花のん（2023年4月18日、ムーディーズ、みんなのキカタン）
- ぶっつけ本番！誰でもいいからパコっちゃうゥ！？あおいれなと森日向子のいきなり逆ナン！ゴー！ゴー！バコバコワゴン（2023年5月23日、ダスッ！）
- 最高の美女におしゃぶりされる悦び フェラチオのことしか考えられない… 田中レモン（2023年5月25日、FALENO）
- 「私で良ければご奉仕させて頂きます…。」 中出しレンタル美熟女 冴えない男を母性とエロスで包み込む卑猥なお仕事―。 友田真希（2023年6月13日、マドンナ、MONROE）
- ぶっつけ本番！誰でもいいからパコっちゃうゥ！？あおいれなと松本いちかのいきなり逆ナン！ゴー！ゴー！バコバコワゴン（2023年6月27日、ダスッ！）
- 性欲強すぎて好き放題！あま～い唾液だっらだらぁで自ら腰をぶん回す！あおいれなとM男くん家にいきなり突撃いたします スケベの天才 新井リマ（2023年7月25日、ダスッ！）
- 衝撃の略奪『寝取り』痴女ドキュメンタリー！！ これから新婚M男クンの愛の巣に潜入して、夫婦の愛をぶち壊しに行ってきます―。 神宮寺ナオ（2023年8月8日、マドンナ、ACHIJO）
- いっぱい甘あまになってね？ママ代わりの授乳で本気とろぬちゃおっぱいちゅーちゅー全開バブみお姉さん 小花のん（2023年8月22日、ダスッ！）
- ご奉仕大好きな舐め犬君私をクンニだけで満足させたら専属M男ペットにしてあげる 友田彩也香（2023年8月24日、DAHLIA）
- 本格的痴女道 わたし好みのドM君になってもらうから痴女しちゃいます。 三尾めぐ（2023年9月12日、ROOKIE）
- 超失神級の溢れ出る勃起フェロモン女優歴11年目ぱない極上ぬきテク今が最高にエロい！素人ち○ぽにたかって不覚アクメ！森沢かなの本気みせます！逆ナンバコバコワゴン（2023年10月24日、ダスッ！）
- 仕組まれた相部屋レズ 上司と部下の関係からご主人様と奴●の絶対服従にまで百合堕ちしたペット化レズビアン（2023年10月31日、ビビアン）
- ハイテンション！！SEXしたがりお姉さん！！女優歴15年目だから！変わらず欲求不満の性欲MAX三度の飯より素人ち○ぽ好き！大槻ひびきのいきなり！逆ナンバコバコワゴン（2023年11月14日、ダスッ！）
- この女、まじ調子乗っててウゼーから、今から雑巾くらいズタボロにぶっ壊れるまでレ●プし続けます！！ 倉本すみれ 岬あずさ あおいれな（2023年11月14　日、ダスッ！）
- 妻の出張中、義理の姉・ナオに誘惑された僕は30日間溜めた精子が空になるまで濃厚中出しセックスをした…。 神宮寺ナオ（2023年11月14日、マドンナ）
- 「ねぇ、キミは誰に喰べられたい？」M男もダサ男もヤリチンも、とにかく男とパコりたい！！チ●ポあるだけズボ抜きしちゃう凄テクハーレム3姉妹！ 橘メアリー 新村あかり 波多野結衣（2023年11月14日、ケイ・エム・プロデュース、million）
- 美しき痴女の下品な休日 10発射精させても止まらないホテル巣籠り生ハメ中出し 向井藍（2023年12月26日、マドンナ、ACHIJO）

- 夫の同僚に日夜問わず24時間、粘着レ×プされ続ける社宅生活―。 栗山莉緒（2024年3月26日、マドンナ）
- 取引先に犯●れて―。言いなり肉奴●と化した、憧れの女上司 松本翔子（2024年4月23日、マドンナ）
- 独身アラサー彼女は、年下彼氏より貪欲で等身大で純粋にSEXが好きすぎてヤバい。 -出会って付き合って喧嘩して仲直りして別れた1年間- 紗倉まな（2024年11月7日、SODクリエイト、SOD Star）
- ＃性欲強い男性が好き 欲求不満の超絶倫人妻が、SNSの裏垢でチ○ポ募集して密会ママ活不倫を女友達に撮影してもらいました。 入田真綾（2024年11月7日、DAHLIA）

### VR動画

#### 出演作
2016年
- 【VR】卑猥オナニー見せ付けながらのパーフェクトフェラ あおいれな （2016年12月2日、カトリーヌ(ボクの妹)、CASANOVA、単体）
- 【VR】女優5人ハーレムフェラ（あおいれな・あず希・麻里梨夏・阿部乃みく・浜崎真緒） VRだからこそのリアル感！！人気AV女優5人が完全主観でご奉仕！！ （2016年12月16日、KMPVR、ケイ・エム・プロデュース）
- 【VR】スチュワーデスあおいれなのオナニー特等席 あおいれな （2016年12月23日、カトリーヌ(ボクの妹)、CASANOVA、単体）

2017年
- 【VR】天使級美痴女が信頼のシコ率 （2017年1月27日、カトリーヌ(ボクの妹)、CASANOVA、単体）
- 【VR】あおいれな 激ハメ生中出し！美マンにブチ込め！！ （2017年2月23日、ブイワンVR SEX、ブイワンVR、単体）
- 【VR】あおいれな 生中出しSEX！ お兄ちゃんの事が大好きスギル妹 （2017年2月23日、ブイワンVR SEX、ブイワンVR、単体）
- 【VR】姫川ゆうな あおいれな 見つめてしゃぶるWフェラ （2017年2月24日、ブイワンVR SEX、ブイワンVR）
- 【VR】あおいれな 連続昇天オナニー＆キス顔 （2017年3月15日、ブイワンVR SEX、ブイワンVR、単体）
- 【VR】2作品収録！！波多野結衣がオナニーを手伝ってあげる＋集団フェラ 波多野結衣・あおいれな・佳苗るか・南梨央奈 （2017年3月24日、KMPVR、ケイ・エム・プロデュース）
- 【VR】空前のモテキ到来！！激カワJK5人から同時告白！！エロカワJKのハーレムスペシャル （2017年4月7日、KMPVR、ケイ・エム・プロデュース）
- 【VR】【KMP15周年特別企画】5人の激カワJKが僕の生チ●ポをガチ争奪戦！！即ハメ5連続中出しSEXスペシャル！！ （2017年4月7日、KMPVR、ケイ・エム・プロデュース）
- 【VR】【KMP15周年特別企画】夢の10人共演！催眠術でモテまくりヌキまくり僕だけのおチ●ポハーレムスペシャル （2017年4月21日、KMPVR、ケイ・エム・プロデュース）
- 【VR】【KMP15周年特別企画】60億分の1の確率に見事当選！！超豪華10人共演 夢の極上ハーレムスペシャル！！ （2017年4月21日、KMPVR、ケイ・エム・プロデュース）
- 【VR】【KMP15周年特別価格】これがKMP VRだ！！超バカ売れ作品詰め合わせ大ヒット御礼SUPER BEST！！ （2017年5月3日、KMPVR、ケイ・エム・プロデュース、総集編）
- 【VR】スリル満点車中でフェラチオ！ あおいれな （2017年5月5日、KMPVR、ケイ・エム・プロデュース、単体）
- 【VR】VR初！露天風呂SEX！！ゲス不倫温泉旅行 あおいれな （2017年5月5日、KMPVR、ケイ・エム・プロデュース、単体）
- 【VR】妹と禁断のSEX！！VRだからこそ実現！！ あおいれな（2017年5月12日、KMPVR、ケイ・エム・プロデュース、単体）
- 【VR】女子校生中出しSP～教室でSEXしよッ～（2017年5月12日、KMPVR、ケイ・エム・プロデュース、単体）
- 【VR】可愛い妹との生中出しSEX （2017年5月12日、KMPVR、ケイ・エム・プロデュース、単体）
- 【VR】先生の勃起チ●ポをペロペロしてあげる◆（2017年5月12日、KMPVR、ケイ・エム・プロデュース）
- 【VR】お兄ちゃんのオチ●ポ、いっぱいコキコキしてあげるからザーメンたくさん出してね◆（2017年5月12日、KMPVR、ケイ・エム・プロデュース）
- 【VR】温泉コンパニオンのトリプル性接待！！（2017年5月12日、KMPVR、ケイ・エム・プロデュース）
- 【VR】修学旅行、女子部屋で！！性春時代にタイムスリップ！！ （2017年5月12日、KMPVR、ケイ・エム・プロデュース）
- 【VR】女子校生たちと教室でハーレム中出しSEX あず希 あおいれな 雛菊つばさ（2017年5月29日、KMPVR、ケイ・エム・プロデュース）
- 【VR】中出しチアガール せーんぱぁい！れなが応援してあげる！ あおいれな（2017年5月30日、KMPVR、ケイ・エム・プロデュース、単体）
- 【VR】PRIVATE LESSON あおいれな（2017年6月20日、TMAVR、TMA、単体）
- 【VR】あおいれな カノジョがあのセーターに着替えたら…キスで豹変！淫乱痴女中出しSEX！（2017年7月12日、CRYSTAL VR、CRYSTAL VR、単体）
- 【VR】ハズレ無し風俗店 あおいれな 紺野ひかる （2017年7月14日、フランソワ、CASANOVA）
- 【VR】最強美少女4姉妹が弟に性教育（2017年7月14日、ミッシェル、CASANOVA）
- 【VR】絶童 あおいれな 紺野ひかる 阿部乃みく 篠宮ゆり（2017年7月28日、ミッシェル、CASANOVA）
- 【VR】もしも彼女が4人いたら… VR5Pハーレム中出しSEX（2017年8月1日、VR-1グランプリ（2017）、WOW！）
- 【VR】プロダクション直営AV女優在籍高級ピンクサロン 4回転ver.（2017年8月9日、WOW！、WOW！）
- 【VR】僕のカノジョはあおいれな（2017年8月31日、TMAVR、TMA、単体）
- 【VR】VR長尺 愛する彼氏とはミラー越しに30センチ！「カップル限定」マジックミラー号の中で自慢の彼女を「寝とって」3P中出し！（2017年10月27日、SODVR、SODクリエイト）
- 【VR】可愛すぎる家庭教師れな先生と童貞の僕との生中出し勉強会 あおいれな（2017年10月31日、KMPVR、ケイ・エム・プロデュース、単体）
- 【VR】VR長尺 性欲処理専門 セックス外来医院VR（2017年11月3日、SODVR、SODクリエイト）
- 【VR】撮影終了後の打ち上げで、マネージャーも知らないプライベート中出しSEXを勝手に発売 あおいれな（2017年11月3日、KMPVR、ケイ・エム・プロデュース、単体）
- 【VR】VR長尺 パンチラ三姉妹とお留守番。僕がこっそりパンツを覗いているのに気づきお母さんのセクシー下着に着替えて挑発イタズラ！思春期の女の子に勃起チ○ポは興味津々！興奮した妹たちに弄ばれ全員とエッチするハーレム状態！（2017年11月3日、SODVR、SODクリエイト）
- 【VR】初めて温泉コンパニオンを呼んでみた！隣でエッチするイケイケな友達を羨ましそうに眺めていたらボク担当の子のエロスイッチがオン！「私たちもナマでヤっちゃう？」途中で友達が寝ちゃったので最後は残ったコンパニオン全員とハーレムSEXで中出し3連発！（2017年11月24日、SODVR、SODクリエイト）
- 【VR】5人の妹たちがラブラブ淫語を囁きながらおチ○ポみるく搾り（2017年12月22日、SODVR、SODクリエイト）
- 【VR】ROCKET3DVR Vお尻だらけのケツ穴御開帳学園R おならバイノーラル！飛び出すケツ穴でセンズリぶっこけ！ケツ学進級試験（2017年12月22日、ROCKET3DVR、ROCKET）
- 【VR】オフィスのデスク下は修羅場かハーレムか？（2017年12月27日、アロマ企画、アロマ企画）

2018年
- 【VR】VR天国 PureMoeMixあおいれな（2018年1月29日、VR天国、小林三郎企画、単体）
- 【VR】放課後は教室でイチャラブ中出しSEXしよッ◆ ～ 南梨央奈 阿部乃みく 佳苗るか あおいれな なつめ愛莉（2018年2月5日、宇宙企画VR、ケイ・エム・プロデュース）
- 【VR】VR-1グランプリ受賞謝恩価格 混浴温泉に行ったら、女子大生グループと男は僕一人。ガン見しまくって、フル勃起した僕のち●ぽに気付いたJD達と…5人の美人女子大生全員と超リアル連続中出しSEX 1対1あり、乱交ありの230分長尺スペシャルVR（2月9日、エロタイム）
- 【VR】僕に夢中なカワイイ妹と子作りSEX5連発！ 南梨央奈 阿部乃みく 佳苗るか あおいれな なつめ愛莉（2月21日、ケイ・エム・プロデュース）
- 【VR】温泉旅館の仲居さんと声ガマン性交…でもお仕事中に生はマズくない？（3月9日、ワープエンタテインメント）
- 【VR】あおいれなちゃんの彼氏になってみた（3月30日、アロマ企画）
- 【VR】ドリシャッ！！（6月25日、ワープエンタテインメント）

- 【VR】KMP VR 対面座位SUPER BEST（2017年10月26日、KMPVR 、ケイ・エム・プロデュース、総集編）
- 【VR】これがKMP VRだ！！超バカ売れ作品詰め合わせ大ヒット御礼SUPER BEST part4！！（2017年11月15日、KMPVR 、ケイ・エム・プロデュース、総集編）
- 【VR】KMP VR 売上TOP24 スーパーBEST（2017年12月11日、KMPVR 、ケイ・エム・プロデュース、総集編）
- 【VR】TMAVR女優 BEST vol.01（2018年1月31日、TMAVR、TMA、総集編）
- 【VR】TMAVRコスプレ BEST vol.01（2018年1月31日、TMAVR、TMA、総集編）
- 【VR】これがKMP VRだ！！超バカ売れ作品詰め合わせ大ヒット御礼SUPER BEST 番外編（ハーレムBEST）（2018年1月29日、KMPVR、ケイ・エム・プロデュース、総集編）

#### 監督作
- 【VR】女監督あおいれなのVR撮影現場 生中出しセックス実演レクチャー付き（2019年2月28日、	ケイ・エム・プロデュース、KMPVR）

### イメージビデオ
- Rena 全力ちっぱい少女！/あおいれな（2018年1月18日、Rebecca、Rebecca、単体）
- Aphrodite(2018年7月13日、ファインピクチャーズ）
- Kusuguri Time あおいれな（2019年4月26日、スパークビジョン）
- ヘアーヌード～無●正・美少女ロ●ータ・ちっぱい・セクシー女優～あおいれな(2019年9月26日、スパークビジョン）
- あおい海がきれいな島で(2021年8月5日、Rebecca）

### 電子書籍
- ガチ 初 中出し解禁 あおいれな （2016年09月27日、FirstStar）
- kmp写真集 あおいれな （2016年09月28日、ケイ・エム・プロデュース）
- 【ロリ・美少女】イチャラブエッチ / 姫川ゆうな＆幸田ユマ＆あおいれな （2017年01月18日、TMA）
- LOVEPOP デラックス　あおいれな 001 （2017年8月15日、LOVEPOP）
- LOVEPOP デラックス　あおいれな 002 （2017年8月21日、LOVEPOP）
- 寸止め痴女優塾 Vol.1 / あおいれな （2017年08月22日、五百十）
- 寸止め痴女優塾 Vol.2 / あおいれな （2017年08月22日、五百十）
- 親友レズ Vol.1 / あおいれな＆宮崎あや （2017年08月23日、五百十）
- 親友レズ Vol.2/ あおいれな＆宮崎あや （2017年08月23日、五百十）
- 親友レズ Vol.3/ あおいれな＆宮崎あや （2017年08月23日、五百十）
- 親友レズ Vol.4/ あおいれな＆宮崎あや （2017年08月23日、五百十）
- 放課後のひみつ あおいれな写真集 5 （2017年10月18日、渡部製作所）
- 放課後のひみつ あおいれな写真集 4 （2017年10月18日、渡部製作所）
- 放課後のひみつ あおいれな写真集 3 （2017年10月18日、渡部製作所）
- 放課後のひみつ あおいれな写真集 2 （2017年10月18日、渡部製作所）

### 音楽
- がまんJUICE　もっとちょうだい（作曲/編曲  MORINO、2018年1月15日、YouTube配信）
- ちっぱい最強伝説（2018年1月16日、YouTube配信）
- 童貞泥棒   (作曲/編曲  汐華千彩人、2019年2月12日、YouTube配信)
- パンチラの女神さま（2019年10月12日、YouTube配信）[11]
- 毎日が危険日❤︎（2020年7月25日、YouTube配信）

### 書籍
- め・き・ら2015年12月号（2015年10月23日、ブレインハウス）

## 出演

### ニコニコ生放送
- 全力れなちゃん(東京GODバラエティ)（2015年11月13日 - 2017年06月23日、ニコニコ生放送 隔週木曜 24:00放送）

| 回数 | 放送日     | 題名                                                             | ゲスト                            | 閲覧数 |
| ---- | ---------- | ---------------------------------------------------------------- | --------------------------------- | ------ |
| 01   | 2015/11/13 | 『第1回 全力れなちゃん』                                         |                                   | 440    |
| 02   | 2015/11/27 | 『第2回 全力れなちゃん』                                         |                                   | 327    |
| 03   | 2015/12/11 | 『第3回 全力れなちゃん』                                         |                                   | 303    |
| 04   | 2015/12/25 | 『第4回 全力れなちゃん』                                         |                                   | 393    |
| 05   | 2016/01/15 | 『第5回 全力れなちゃん』                                         |                                   | 356    |
| 06   | 2016/01/29 | あおいれなエロ詩吟に全力挑戦!!『第6回 全力れなちゃん』           | 天津木村                          | 4581   |
| 07   | 2016/02/19 | あおいれな美声を初披露!?『第7回 全力れなちゃん』                 | 大西ライオン                      | 389    |
| 08   | 2016/02/26 | あおいれな 今夜こそ美声を初披露!『第8回 全力れなちゃん』         | 大西ライオン                      | 324    |
| 09   | 2016/03/11 | あおいれなの恋愛相談 『第9回 全力れなちゃん』                    |                                   | 387    |
| 10   | 2016/04/01 | れなぱん プロレス技を習う!？『第10回 全力れなちゃん』            | 長州小力                          | 392    |
| 11   | 2016/04/15 | 《リスナー参加型》全力謝罪『第11回 全力れなちゃん』              | ですよ。                          | 369    |
| 12   | 2016/04/29 | 『第12回 全力れなちゃん』                                        | ハイキングウォーキングＱ太郎      | 457    |
| 13   | 2016/05/13 | 『第13回 全力れなちゃん』                                        | スリムクラブ真栄田                | 371    |
| 14   | 2016/05/27 | 『第14回 全力れなちゃん』                                        | ですよ。                          | 459    |
| 15   | 2016/06/10 | 『第15回 全力れなちゃん』                                        | 三浦マイルド                      | 241    |
| 16   | 2016/06/24 | 『第16回 全力れなちゃん』                                        | Ｒ藤本                            | 372    |
| 17   | 2016/07/15 | 『第17回 全力れなちゃん』                                        |                                   | 270    |
| 18   | 2016/07/29 | 【セクシー女優あおいれな】AV業界クイズ 『第18回 全力れなちゃん』 |                                   | 492    |
| 19   | 2016/08/12 | 『第19回 全力れなちゃん』                                        |                                   | 270    |
| 20   | 2016/08/26 | 『第20回 全力れなちゃん』                                        |                                   | 330    |
| 21   | 2016/09/09 | 『第21回 全力れなちゃん』                                        |                                   | 355    |
| 22   | 2016/09/23 | 『第22回 全力れなちゃん』                                        |                                   | 319    |
| 23   | 2016/10/14 | 『第23回 全力れなちゃん』                                        |                                   | 287    |
| 24   | 2016/10/28 | 『第24回 全力れなちゃん』                                        |                                   | 293    |
| 25   | 2016/11/11 | 『第25回 全力れなちゃん』                                        |                                   | 374    |
| 26   | 2016/11/25 | 『第26回 全力れなちゃん』                                        |                                   | 209    |
| 27   | 2016/12/09 | 『第27回 全力れなちゃん』                                        |                                   | 245    |
| 28   | 2016/12/23 | 『第28回 全力れなちゃん』                                        |                                   | 321    |
| 29   | 2017/01/20 | 『第29回 全力れなちゃん』                                        |                                   | 273    |
| 30   | 2017/01/27 | 『第30回 全力れなちゃん』                                        |                                   | 263    |
| 31   | 2017/01/29 | あおいれなファン感謝祭『超全力れなちゃん』公開生放送!!           |                                   | 299    |
| 32   | 2017/02/10 | 『第31回 全力れなちゃん』                                        |                                   | 308    |
| 33   | 2017/02/24 | 『第32回 全力れなちゃん』                                        | ゆってぃ                          | 240    |
| 34   | 2017/03/10 | 『第33回 全力れなちゃん』                                        |                                   | 293    |
| 35   | 2017/03/24 | 『第34回 全力れなちゃん』                                        |                                   | 278    |
| 36   | 2017/04/14 | 『第35回 全力れなちゃん』                                        |                                   | 272    |
| 37   | 2017/04/28 | 『第36回 全力れなちゃん』                                        | ハイキングウォーキング 鈴木Ｑ太郎 | 223    |
| 38   | 2017/05/12 | 『第37回 全力れなちゃん』                                        |                                   | 339    |
| 39   | 2017/06/09 | 『第38回 全力れなちゃん』                                        |                                   | 261    |
| 40   | 2017/06/23 | 『第39回 全力れなちゃん』（最終回）                              |                                   | 282    |

- 全力れなちゃん2(東京GODバラエティ)（2017年9月29日 - 、ニコニコ生放送 隔週金曜 00:00放送中）

| 回数 | 放送日      | 題名                                                | ゲスト       | 閲覧数 |
| ---- | ----------- | --------------------------------------------------- | ------------ | ------ |
| 01   | 2017/09/29  | あおいれな～Home Coming ～『第1回 全力れなちゃん2』 |              | 574    |
| 02   | 2017/10/13  | 【ゲスト：ですよ。】『第2回 全力れなちゃん2』       | ですよ。     | 361    |
| 03   | 2017/10/27  | 『第3回 全力れなちゃん2』 中止                      |              |        |
| 04   | 2017/11/10  | 『第3回 全力れなちゃん2』                           | 三浦マイルド | 227    |
| 05   | 2017/11/24  | 『第4回 全力れなちゃん2』                           | ですよ。     | 357    |
| 06   | 2017/12/08  | 『第5回 全力れなちゃん2』                           |              | 382    |
| 07   | 2017/12/22  | 『第6回 全力れなちゃん2』                           | ですよ。     | 357    |
| 08   | 2018/01/12  | 『第7回 全力れなちゃん2』                           |              | 311    |
| 09   | 2018/01/26  | 『第8回 全力れなちゃん2』                           | ですよ。     | 228    |
| 10   | 2018/02/16  | 『第9回 全力れなちゃん2』                           | チャンス大城 | 222    |
| 11   | 20182/02/23 | 『第10回 全力れなちゃん2』                          |              | 158    |

- トイズハートプレゼンツ「ハートの部屋（仮）」（2018年5月28日、ニコニコ生放送）＊第３３回ゲスト[22][23]

### テレビ
- 阿部乃ちゃんねる#15・#16（2015年12月5日・2016年1月3日、エンタ!959）
- 長瀬麻美の見まっせがな (2017年12月9日、エンタ!959)
- ダラケ! 〜お金を払ってでも見たいクイズ〜（BSスカパー!）♯38-39   スカパー！アダルト放送大賞2020ノミネート女優大集合！人気セクシー女優ダラケのA-1グランプリ2020！！前編/後編 (2020年1月13日,1月27日)
- あべみかこのAAですけど何か?（2020年9月1日、10月3日、12月2日、エンタ!959）

### Web配信
- あおいれな（2015年11月6日、コスドキ）
- ラグジュTV 112（2015年11月16日、ラグジュTV）
- あおいれな（2015年12月8日、TOKYO247）
- 指原莉乃&ブラマヨの恋するサイテー男総選挙(2017年9月19日、AbemaTV)[24]
- 田淵正浩のセキララてれび#2マインズ娘と?クリスマス・イブイブ!　ゲストあおいれな　青山はな (2017年12月23日、14:30～17:00 )
- 桃色ゲームチャンネル（2018年2月1日、4月6日、AbemaTV・ウルトラゲームスチャンネル)
- グラドルVSセクシー女優！水泳大会2018春（2018年3月23日、AbemaTV AbemaGOLD）[25]
- 最前列よりさらに前！近すぎる芸人（2018年8月10日、8月24日、9月21日、360Channel）
- むっつり春日（2019年3月22日、フジテレビオンデマンド）

### イベント
- あべみかこ新年会、2018～いっちゃんA（ええ）やつ集めました♪～　ゲスト：あおいれな、ほかゲスト多数予定（2018年1月12日、阿佐ヶ谷ロフトA）
- セクシー女優　春期講習会 〜目指せセンター試験　天下分け目の東京大決戦〜（2019年3月23日、新宿ルイードK4）[26]

### ライブ
- ミルジェネ新年会2018（2018年1月28日、下北沢GARDEN）
- LADY MADONNA vol.6（2018年2月20日、青山RizM）
- LADY MADONNA 拡大版 2024（2024年11月21日、川崎 CLUB CITTA'）※ソロ名義だけでなく、栄川乃亜とのユニット「れな & のあ」としても出演[27]。

### ゲーム
- 龍が如く7 光と闇の行方（2020年1月16日、PlayStation 4、セガゲームス）乙姫ランド・ソープ嬢、あおいれな 役 ※写真のみの出演
- ゲオTVドアップ25【FINGERパネル出題】二つ名は「ちっぱい＆スレンダーフィンガー」（2020年10月1日、ゲオTV）[28][29][30]